# Saint-Denis-de-l'Hôtel
Pour les articles homonymes, voir Saint-Denis.
Saint-Denis-de-l'Hôtel est une commune française située dans le département du Loiret en région Centre-Val de Loire.
La commune est située dans le périmètre du Val de Loire inscrit au patrimoine mondial de l'UNESCO.

## Géographie

### Localisation
La commune de Saint-Denis-de-l'Hôtel se trouve dans le centre du département du Loiret, dans la région agricole de l'Orléanais et l'aire urbaine d'Orléans. À vol d'oiseau, elle se situe à 16,8 km  d'Orléans, préfecture du département, et à 7,2 km de Châteauneuf-sur-Loire, ancien chef-lieu du canton dont dépendait la commune avant mars 2015. La commune fait partie du bassin de vie de Jargeau dont elle est éloignée de 0,8 km.
Les communes les plus proches sont : Jargeau (0,8 km), Darvoy (2,4 km), Férolles (4,3 km), Donnery (5,1 km), Mardié (5,4 km), Bou (5,9 km), Ouvrouer-les-Champs (5,9 km), Fay-aux-Loges (6,2 km), Châteauneuf-sur-Loire (7,2 km) et Sandillon (7,6 km).

### Lieux-dits et écarts
Les Vernelles, Faujuif, Chenailles.

### Géologie et relief

Carte géologique de la commune de Saint-Denis-de-l'Hôtel.
Fz : Alluvions récentes des lits mineurs (Holocène)
Fw : Alluvions de haute terrasse de la Loire (Pléistocène (Riss))
FC : Alluvions et colluvions du fond des vallées secondaires (Holocène)
m3-p1SASo : Sables et argiles de Sologne (Langhien supérieur à Pliocène inférieur.)
m2MSO : Marnes et sables de l'Orléanais (Burdigalien)

La région d’Orléans se situe dans le sud du Bassin parisien, vaste cuvette composée d’un empilement de couches sédimentaires d’origines essentiellement détritiques (issus de l’érosion d’anciennes chaînes de montagnes) et carbonatées (précipitation de carbonate de calcium). Ces dépôts s'étagent du Trias (- 250 millions d’années) au Pliocène (- 23 millions d’années) et se font surtout en contexte marin, mais aussi en milieu lacustre. Les successions de périodes glaciaires et interglaciaires au Quaternaire aboutissent à la configuration géomorphologique actuelle : altération plus ou moins profonde des roches en place, terrasses alluviales anciennes perchées sur les plateaux et incision de la vallée actuelle de la Loire,.
Les calcaires de Beauce, qui constituent le socle du territoire communal, se forment à l'Aquitanien (de - 23 à - 20,5 millions d’années). Les marnes et sables de l’Orléanais (m2MSO), premiers dépôts burdigaliens (de – 20,44 à – 15,97 millions d'années) recouvrant les calcaires de Beauce, affleurent sur les flancs de la Lenche et d'un autre cours d'eau perpendiculaire à la Loire. Ces sables sont essentiellement composés de grains de quartz émoussés, accompagnés de feldspaths kaolinisés et friables, de silex à patine noire et de graviers calcaires particulièrement fréquents à la base de la formation,. Cette formation est elle-même surmontée par les sables et argiles de Sologne (m3-p1SASO), datés du Langhien supérieur au Pliocène inférieur, une formation composée de sables (quartz gneissique ou granitique) argileux très grossiers à fins et de lentilles d’argile verte, pure ou sableuse, occupant une partie nord de la commune. Le reste de la commune est constitué d'alluvions, principalement d'alluvions de haute terrasse de la Loire (Fw) couvrant une grande part du territoire, datant du Pléistocène (Riss), et des alluvions récentes des lits mineurs (Fz), datant de l'Holocène, dans le lit de la Loire.
Fragmentés et fissurés, les calcaires peuvent être le siège de phénomènes karstiques. Les circulations préférentielles d’eaux souterraines érodent ces calcaires en profondeur et entraînent la formation de dépressions, gouffre ou dolines. Les manifestations en surface de ces fragilités ne sont pas rares dans la région orléanaise. 14 cavités ont été inventoriées par le service régional Centre du BRGM sur la commune, en octobre 2003.
Le territoire communal est relativement plat puisque la dénivelée maximale est de 27 mètres. L'altitude du territoire varie en effet de 97 mètres à 124 mètres,.

### Climat
Pour des articles plus généraux, voir Climat du Centre-Val de Loire et Climat du Loiret.
En 2010, le climat de la commune est de type climat océanique dégradé des plaines du Centre et du Nord, selon une étude du CNRS s'appuyant sur une série de données couvrant la période 1971-2000. En 2020, Météo-France publie une typologie des climats de la France métropolitaine dans laquelle la commune est exposée à un climat océanique altéré et est dans la région climatique Moyenne vallée de la Loire, caractérisée par une bonne insolation (1 850 h/an) et un été peu pluvieux.
Pour la période 1971-2000, la température annuelle moyenne est de 10,7 °C, avec une amplitude thermique annuelle de 15,9 °C. Le cumul annuel moyen de précipitations est de 687 mm, avec 10,8 jours de précipitations en janvier et 7,1 jours en juillet. Pour la période 1991-2020, la température moyenne annuelle observée sur la station météorologique de Météo-France la plus proche, sur la commune de Loury à 15 km à vol d'oiseau, est de 11,8 °C et le cumul annuel moyen de précipitations est de 757,1 mm,. Pour l'avenir, les paramètres climatiques de la commune estimés pour 2050 selon différents scénarios d'émission de gaz à effet de serre sont consultables sur un site dédié publié par Météo-France en novembre 2022.

### Milieux naturels et biodiversité

#### Sites Natura 2000
Le réseau Natura 2000 est un réseau écologique européen de sites naturels d’intérêt écologique élaboré à partir des Directives «Habitats » et «Oiseaux ». Ce réseau est constitué de Zones Spéciales de Conservation (ZSC) et de Zones de Protection Spéciale (ZPS). Dans les zones de ce réseau, les États Membres s'engagent à maintenir dans un état de conservation favorable les types d'habitats et d'espèces concernés, par le biais de mesures réglementaires, administratives ou contractuelles. L'objectif est de promouvoir une gestion adaptée des habitats tout en tenant compte des exigences économiques, sociales et culturelles, ainsi que des particularités régionales et locales de chaque État Membre. les activités humaines ne sont pas interdites, dès lors que celles-ci ne remettent pas en cause significativement l’état de conservation favorable des habitats et des espèces concernés,. Les sites Natura 2000 présents sur le territoire communal de Saint-Denis-de-l'Hôtel sont au nombre de deux.
| Nom                                                 | Numéro    | Type                       | Arrêté        | Superficie | Description |
| --------------------------------------------------- | --------- | -------------------------- | ------------- | ---------- | --- |
| Vallée de la Loire de Tavers à Belleville-sur-Loire | FR2400528 | SIC (Directive "Habitats") | 13 avril 2007 | 7 120 ha   | Le site concerne 51 communes. La délimitation de ce site Natura 2000 est très proche de celle correspondant à la Directive Oiseaux. L'intérêt majeur du site repose sur les milieux ligériens liés à la dynamique du fleuve, qui hébergent de nombreuses espèces citées en annexe II de la directive Habitats. Il est situé dans la frange sud de la commune. |
| Vallée de la Loire du Loiret                        | FR2410017 | ZPS (directive "Oiseaux")  | 4 mai 2007    | 7 684 ha   | Le site concerne la vallée de la Loire dans le Loiret. Cette ZPS se poursuit en amont et en aval sur les départements voisins. L'intérêt majeur du site repose sur les milieux et les espèces ligériens liés à la dynamique du fleuve. Ces milieux hébergent de nombreuses espèces citées en annexe I de la directive Oiseaux. Le site est caractérisé par la présence de colonies nicheuses de sternes naine et pierregarin et de mouette mélanocéphale. Des sites de pêche du Balbuzard pêcheur sont également présents. Le site est également lieu de reproduction du bihoreau gris, de l'aigrette garzette, de la bondrée apivore, du milan noir, de l'œdicnème criard, du martin-pêcheur, du pic noir, de la pie-grièche écorcheur. Il est situé dans la frange sud de la commune. |

Sélection de représentants de l'avifaune de la zone Natura 2000 « Vallée de la Loire du Loiret ».
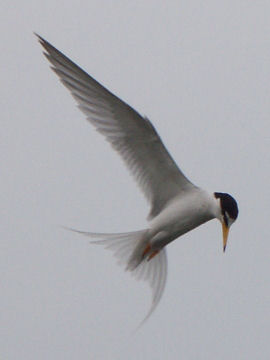
Sterne naine.
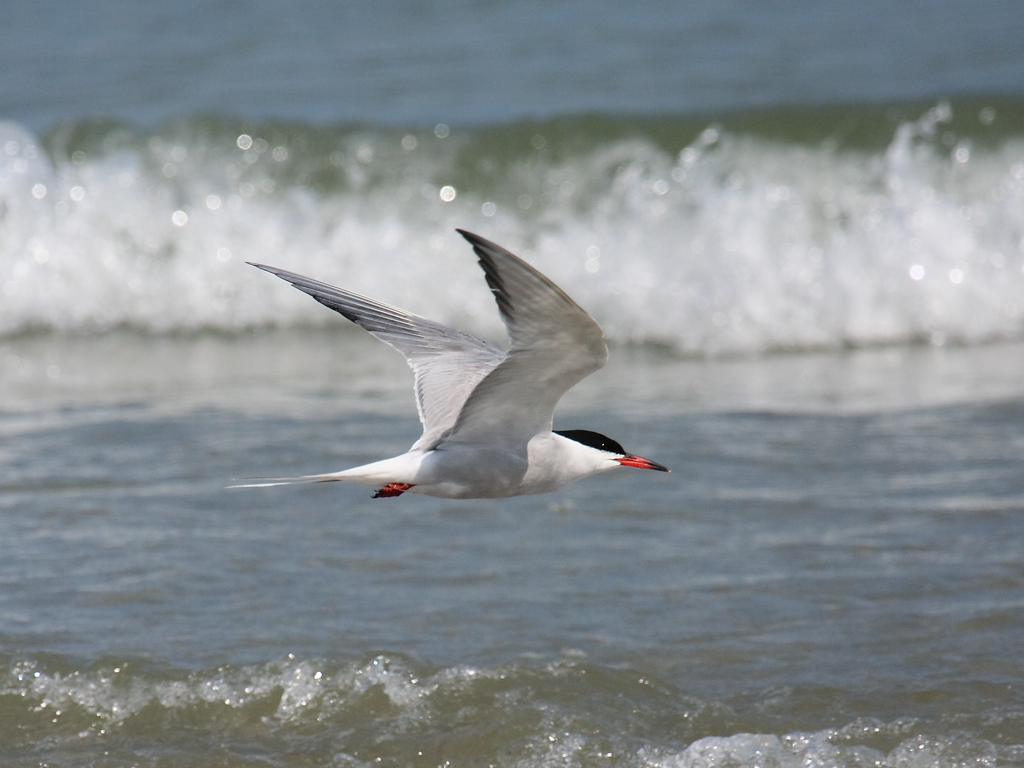
Sterne pierregarin.
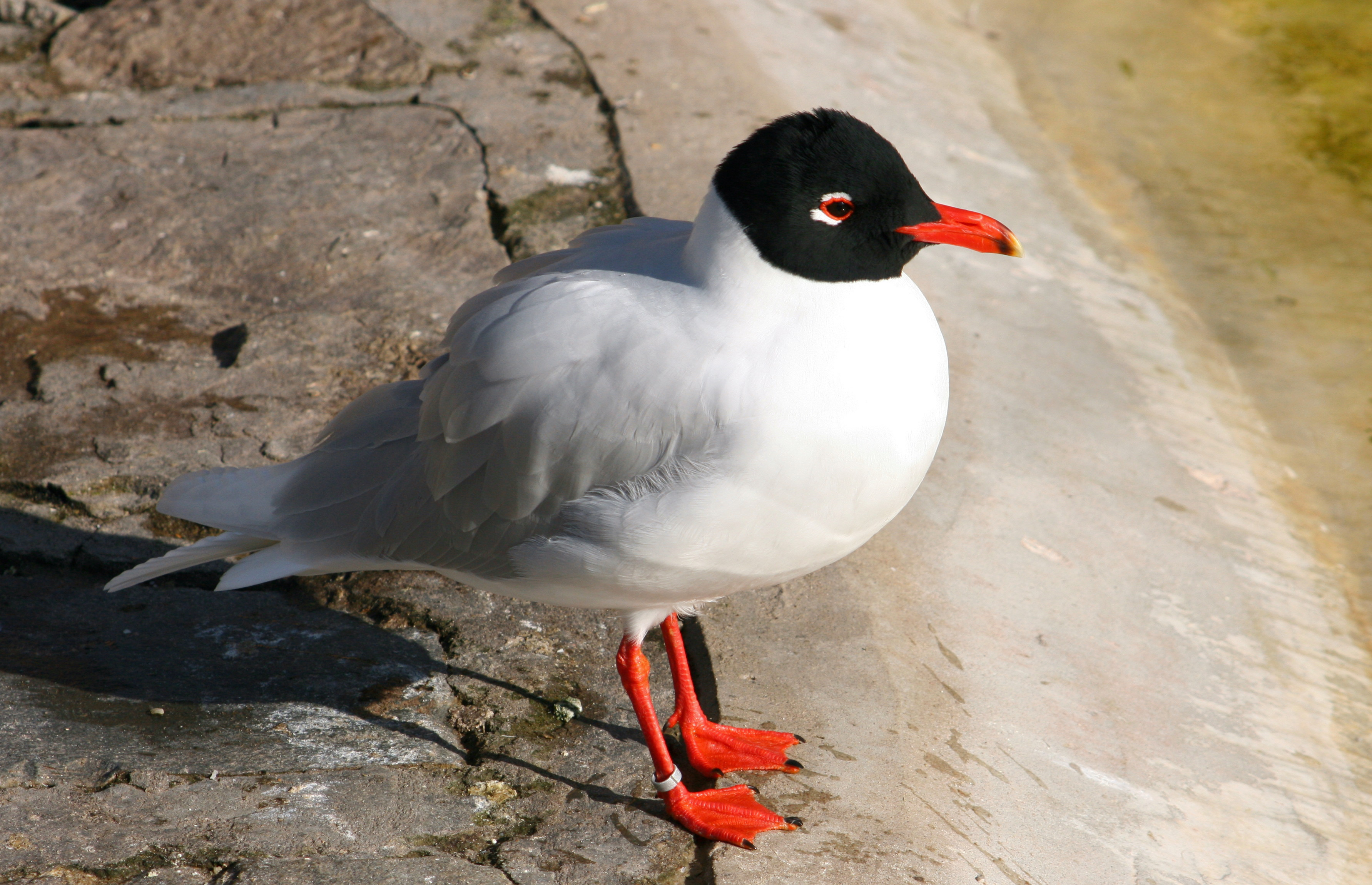
Mouette mélanocéphale.
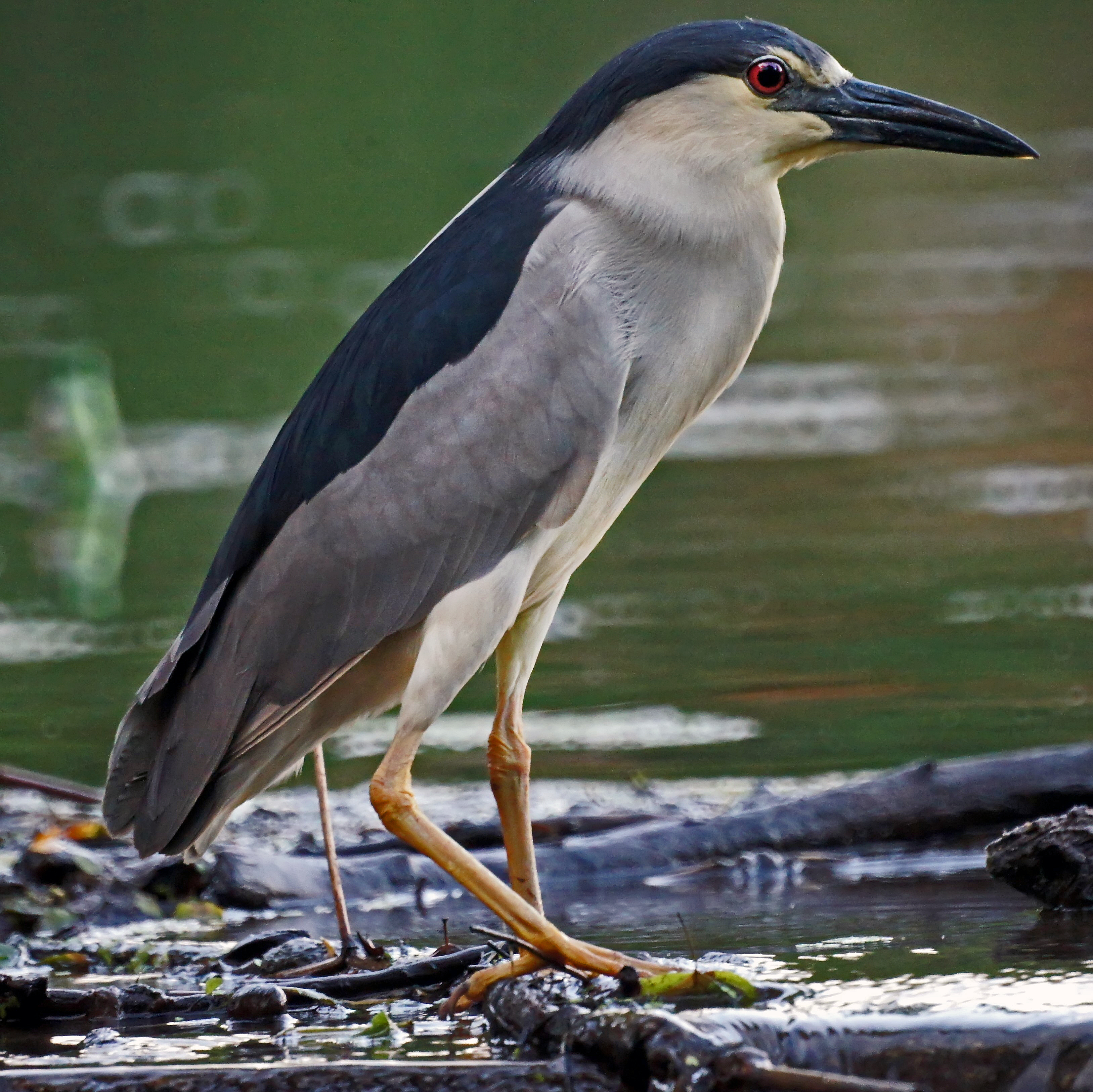
Bihoreau gris.
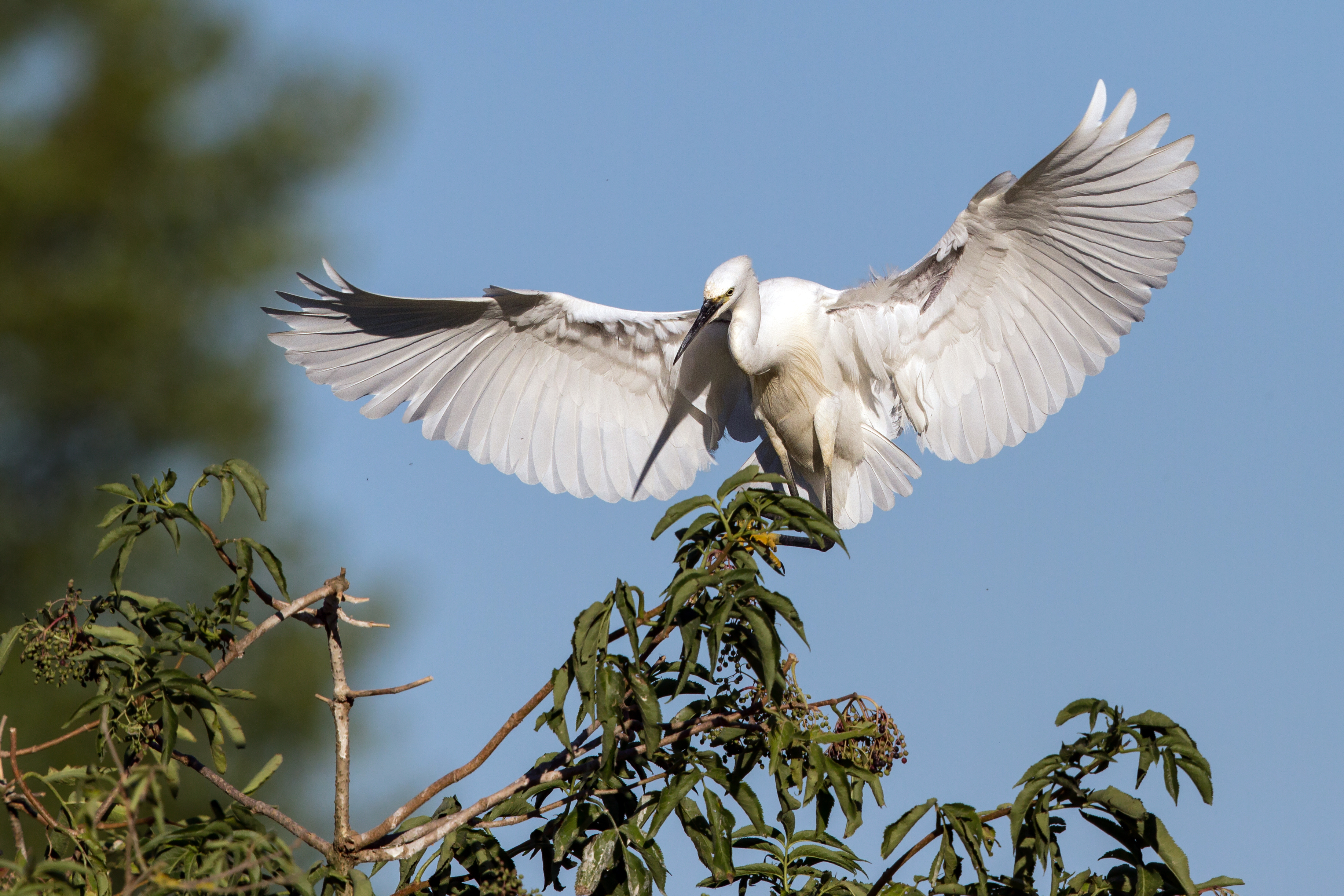
Aigrette garzette.
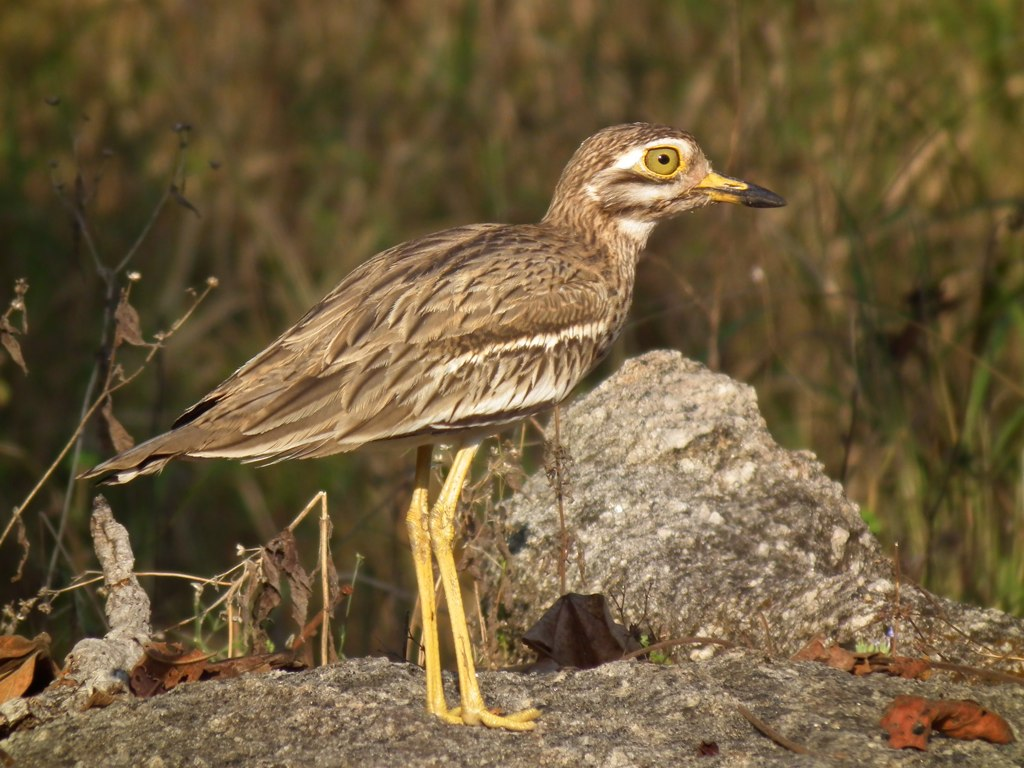
Œdicnème criard.

#### Zones nationales d'intérêt écologique, faunistique et floristique

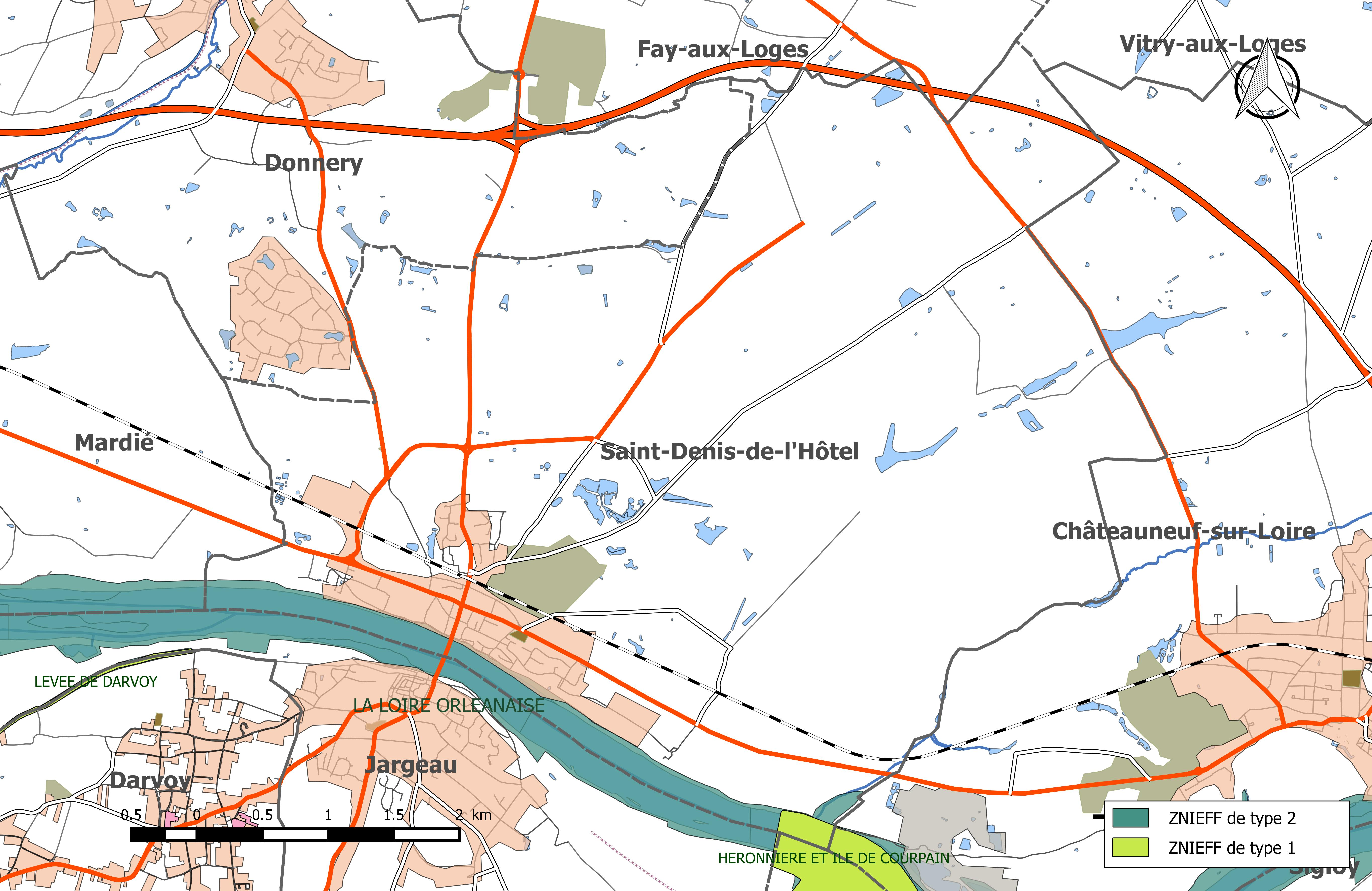
Carte des ZNIEFF de la commune et de ses abords.

L’inventaire des zones naturelles d'intérêt écologique, faunistique et floristique (ZNIEFF) a pour objectif de réaliser une couverture des zones les plus intéressantes sur le plan écologique, essentiellement dans la perspective d’améliorer la connaissance du patrimoine naturel national et de fournir aux différents décideurs un outil d’aide à la prise en compte de l’environnement dans l’aménagement du territoire. Le territoire communal de Saint-Denis-de-l'Hôtel comprend deux ZNIEFF.
- la « Héronnière et île de Courpain », de type 1[Note 1] et d'une superficie de 65,52 hectares. La zone s'étend sur 4 communes : Châteauneuf-sur-Loire, Jargeau, Ouvrouer-les-Champs et Saint-Denis-de-l'Hôtel[DREAL 1]. Son altitude varie entre 104 et 106 m[INPN 5]. L'ensemble correspond en rive sud à des boisements évolués (vieux boisements de bois durs mêlés de Pins maritimes, déprises agricoles boisées) et en Loire au territoire d'une famille de castors. L'île, typique de la Loire moyenne par ses habitats, est reliée à la rive sud[INPN 6].

- « La loire orléanaise », de type 2[Note 2] et d'une superficie 5 458 hectares. La zone s'étend sur 37 communes, dont Dampierre-en-Burly, et se superpose pour la commune à la zone Natura 2000 de nom similaire. Elle correspond à la boucle septentrionale du fleuve[DREAL 2]. Son altitude varie entre 80 et 135 m[INPN 7]. Elle se caractérise par un lit mineur largement occupé par des îles et grèves sableuses. Ces milieux soumis au marnage annuel recèlent de multiples habitats plus ou moins temporaires. C'est pratiquement la seule section qui présente des méandres. On observe, sur les basses terrasses, quelques  formations sablo-calcaires[INPN 8].

## Toponymie

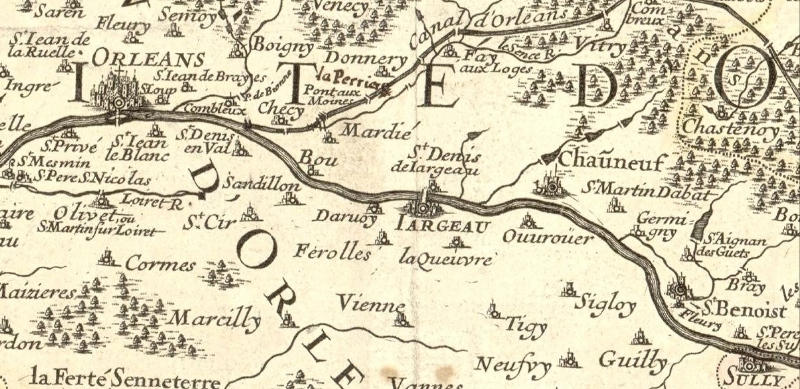
Saint-Denis-de-Jargeau en 1690 sur une carte de la généralité d'Orléans.

La première mention manuscrite connue remonte à 1216 « Sanctus Dionisius de Hospitio supra Ligerim », littéralement « Saint-Denis de l’Hôpital sur la Loire ». La localité est ainsi nommée en l’honneur de saint Denis. Premier évêque de Paris vers 250, celui-ci est martyrisé vers 280 avec ses disciples Rustique et Éleuthère, et aurait gravi la montagne de Montmartre, la tête à la main,.
Le terme hôpital (ou hospital) n'avait pas, à l'époque médiévale, la signification qu'il a acquise de nos jours. L'hospital était, proprement, une hospitalis domus, c’est-à-dire en latin la maison où on héberge des hôtes ; de hospes - hospitis (= hôte). Souvent placé sur un axe important, l’hôpital recevait au Moyen Âge voyageurs et pèlerins en route vers Saint-Jacques-de-Compostelle, ce qui permettait à ceux-ci de faire étape lorsqu'ils ne pouvaient pas s’arrêter dans un bourg plus important. Nombre de ces hôpitaux se trouvaient d’ailleurs dirigés par des religieux appartenant à l’ordre des Hospitaliers de Saint-Jacques de Jérusalem. Le mot hospital désigna plus particulièrement à partir du XIIe siècle une « maison où l’on reçoit les malades », d’où le sens actuel du terme,.
Les mentions rencontrées ensuite font souvent mention de Jargeau, localité limitrophe, au sud de la Loire : Hospicium juxta Jargolium en 1258, Sainct Denis lez Jargeau en juin 1384, 
Sainct Denis lez Jargeau en octobre 1391, 
Saint Denis lès Jargeau en septembre 1402, 
Sainct Denys Jargeau en octobre 1466, 
Sainct Denys lez Jargeau en septembre 1472, 
Sainct Denis lez Jargeau en 1578, 
Saint Denis de Hostel en 1578, 
Saint Denis lez Jargueau en 1646, 
Saint Denis de Jargeau est un bourg séparé par un pont de Jargeau dont on prétend qu’il étoit anciennement faubourg en 1740, 
Saint Denis de l’Hôtel lez Jargeau en 1743, 
Saint Denis de Jargeau au XVIIIe siècle, 
puis Saint Denis de l’Hotel au XVIIIe siècle sur la carte de Cassini ,.
Sous la période révolutionnaire, un décret de la Convention nationale, en date du 16 octobre 1793, enjoint les autorités de changer le nom de toute commune susceptible de rappeler l’Ancien Régime ou la religion chrétienne. La commune est ainsi renommée Denis sur Loire ou Marat sur Loire, par délibération du conseil général de la Commune pluviôse an II (janvier 1794). La commune apparaît toutefois sous la dénomination Denis-de-l'Hôtel (Saint) en 1801, dans l'arrêté du 5 vendémiaire an IX portant réduction des justices de paix du département du Loiret. Il faut attendre le 8 juillet 1814 pour que Louis XVIII procède à l’annulation des plus de 3 000 modifications révolutionnaires,.

## Histoire
Henri IV séjourna au château de Chenailles.

### Blasonnement
|  | Les armoiries de Saint-Denis-de-l'Hôtel se blasonnent ainsi : D’argent à la biche bondissante de sable, au chef d’azur chargé d’une trangle ondée du champ. |

### Révolution française et Empire

#### Nouvelle organisation territoriale
Le décret de l'Assemblée Nationale du 12 novembre 1789 décrète « il y aura une municipalité dans chaque ville, bourg, paroisse ou communauté de campagne ». En 1790, dans le cadre de la création des départements, le Loiret compte alors 367 municipalités, rattachées à 59 cantons et 7 districts. La municipalité de Saint-Denis-de-l'Hôtel est rattachée au canton de Saint-Denis-de-l'Hôtel et au district d'Orléans. Le terme « commune », au sens de l’administration territoriale actuelle, est imposé par le décret de la Convention nationale du 10 brumaire an II (31 octobre 1793) : « La Convention nationale, sur la proposition d’un membre, décrète que toutes les dénominations de ville, bourg ou village sont supprimées et que celle de commune leur est substituée ». Ainsi la municipalité de Saint Denis de l'Hôtel devient formellement « commune de Saint Denis de l'Hôtel » en 1793.
Les cantons sont supprimés, en tant que découpage administratif, par une loi du 26 juin 1793, et ne conservent qu'un rôle électoral, permettant l’élection des électeurs du second degré chargés de désigner les députés,. La Constitution du 5 fructidor an III, appliquée à partir de vendémiaire an IV (1795) supprime les districts, considérés comme des rouages administratifs liés à la Terreur, mais maintient les cantons qui acquièrent dès lors plus d'importance en retrouvant une fonction administrative. Enfin, sous le Consulat, un redécoupage territorial visant à réduire le nombre de justices de paix ramène le nombre de cantons dans le Loiret de 58 à 31,. Saint-Denis-de-l'Hôtel est alors rattachée au canton Chécy et à l'Arrondissement d'Orléans par arrêté du 9 vendémiaire an X (1er octobre 1801),,. En 1806, la commune est rattachée au Châteauneuf, un canton nouveau formé d'une commune de l'ancien canton d'Ingré, supprimé, de sept communes issues du canton de Neuville et de trois issues du canton de Patay. Cette organisation va rester inchangée jusqu'en 2015.

## Urbanisme

### Typologie
Au 1er janvier 2024, Saint-Denis-de-l'Hôtel est catégorisée petite ville, selon la nouvelle grille communale de densité à sept niveaux définie par l'Insee en 2022.
Elle appartient à l'unité urbaine de Jargeau, une agglomération intra-départementale regroupant trois  communes, dont elle est ville-centre,,. Par ailleurs la commune fait partie de l'aire d'attraction d'Orléans, dont elle est une commune de la couronne,. Cette aire, qui regroupe 136 communes, est catégorisée dans les aires de 200 000 à moins de 700 000 habitants,.

### Occupation des sols
L'occupation des sols de la commune, telle qu'elle ressort de la base de données européenne d’occupation biophysique des sols Corine Land Cover (CLC), est marquée par l'importance des territoires agricoles (47,3 % en 2018), en diminution par rapport à 1990 (49,3 %). La répartition détaillée en 2018 est la suivante : 
forêts (38,3 %), terres arables (36,9 %), zones agricoles hétérogènes (7,1 %), zones urbanisées (6,9 %), zones industrielles ou commerciales et réseaux de communication (4,4 %), prairies (3,3 %), eaux continentales (3,1 %).
L'évolution de l’occupation des sols de la commune et de ses infrastructures peut être observée sur les différentes représentations cartographiques du territoire : la carte de Cassini (XVIIIe siècle), la carte d'état-major (1820-1866) et les cartes ou photos aériennes de l'IGN pour la période actuelle (1950 à aujourd'hui).

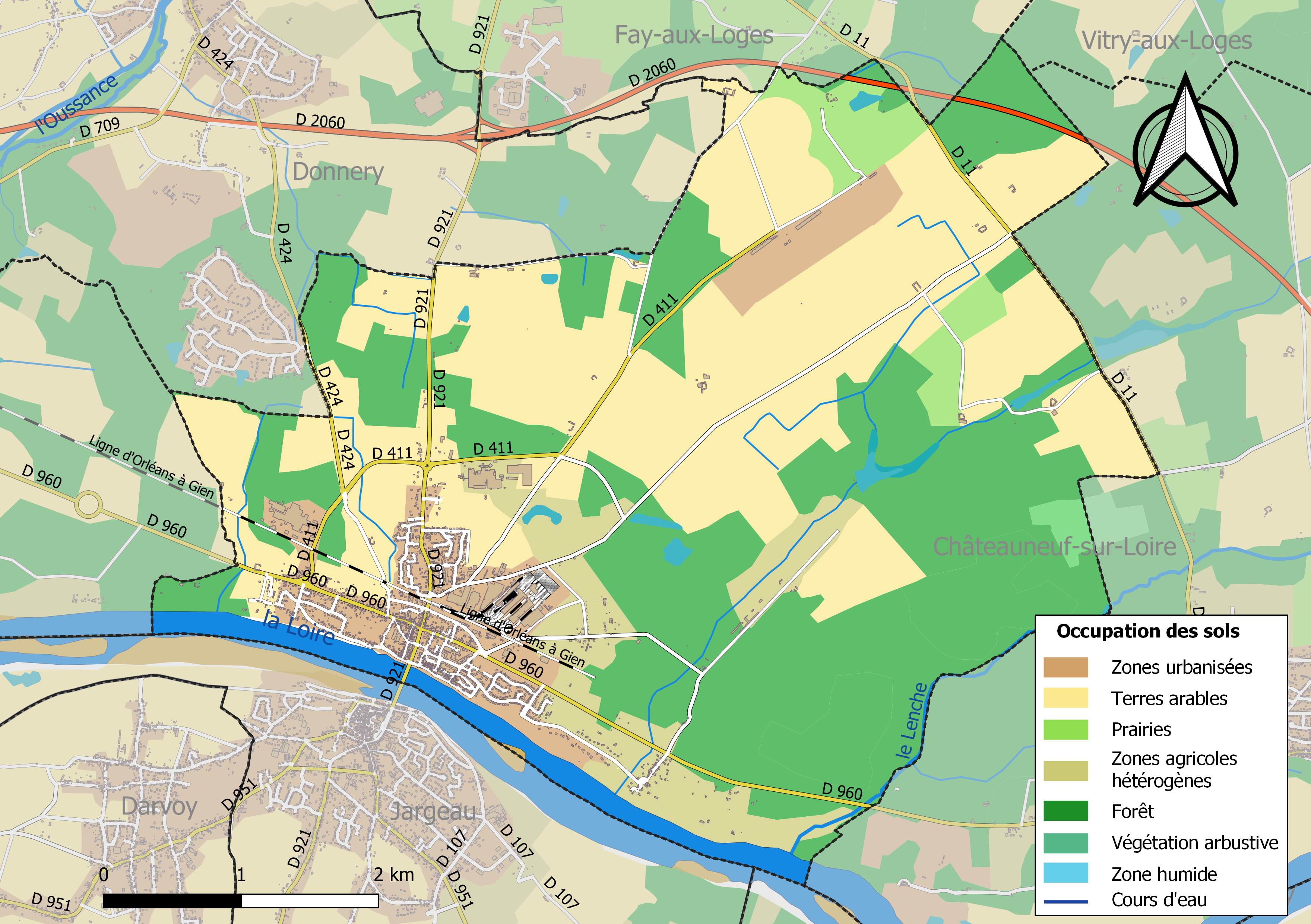
Carte des infrastructures et de l'occupation des sols de la commune en 2018 (CLC).
Carte orthophotographique de la commune en 2016.

### Planification

#### Plan local d'urbanisme
La commune prescrit l'élaboration d'un plan d'occupation des sols en décembre 1977. Le document est approuvé en décembre 1982 puis révisé en octobre 1996 et en mars 2002. Une révision simplifiée intervient en septembre 2006.
La loi relative à la solidarité et au renouvellement urbains du 13 décembre 2000, dite loi SRU, complétée par la loi urbanisme et habitat du 2 juillet 2003, marque une évolution de la planification urbaine en créant notamment les plans locaux d’urbanisme (PLU), vecteurs de projets de territoire, appelés à se substituer progressivement aux plans d’occupation des sols. Le PLU contient deux éléments nouveaux par rapport au POS : le plan d'aménagement et de développement durable (PADD), qui exprime le projet de la ville par des orientations générales en matière d'urbanisme, de développement, d'équipement et de préservation de l'environnement et les orientations d'aménagement et de programmation (OAP) qui correspondent à des zooms qui peuvent porter sur des quartiers ou secteurs à mettre en valeur, réhabiliter, restructurer ou aménager, ou sur l'aménagement d'un espace public, etc. Dans ce cadre le conseil municipal prescrit la révision du Plan d’occupation des sols et sa transformation en plan local d'urbanisme le 26 avril 2007. Après une enquête publique qui se déroule en janvier 2011, le document est approuvé le 24 février 2011 mais est annulé par le tribunal administratif en août 2012. Une nouvelle démarche est lancée en septembre 2012 et le PLU de la commune est finalement approuvé le 17 mars 2014,.

#### Documents d'orientations intercommunaux
La commune est membre du pays Forêt d'Orléans - Val de Loire, qui regroupe 32 communes. En 2012 les Pays Forêt d'Orléans Val de Loire, Loire Beauce et Sologne Val-sud sont les seuls territoires du département du Loiret ne disposant pas de schéma de cohérence territoriale (SCoT). Compte tenu  de l'intérêt de cet outil pour l'avenir des territoires, les élus de ces pays décident d'engager une démarche commune d'élaboration de SCoT. Le comité syndical du Pays Forêt d'Orléans - Val de Loire décide de prendre le 8 octobre 2015 la compétence « élaboration, gestion et suivi du Schéma de Cohérence Territoriale » et, après avis favorable conforme des différentes communes membres (le 26 novembre 2015 pour Saint-Denis-de-l'Hôtel), le préfet approuve la modification des statuts en ce sens le 19 février 2016. Les trois SCoT sont lancés officiellement et simultanément à La Ferté-Saint-Aubin le 21 juin 2014, l'assistance à maîtrise d'ouvrage étant confiée à un seul bureau d'études. Après étude et concertation de 2014 à 2017, le document doit être approuvé en 2018.

### Voies de communication et transports

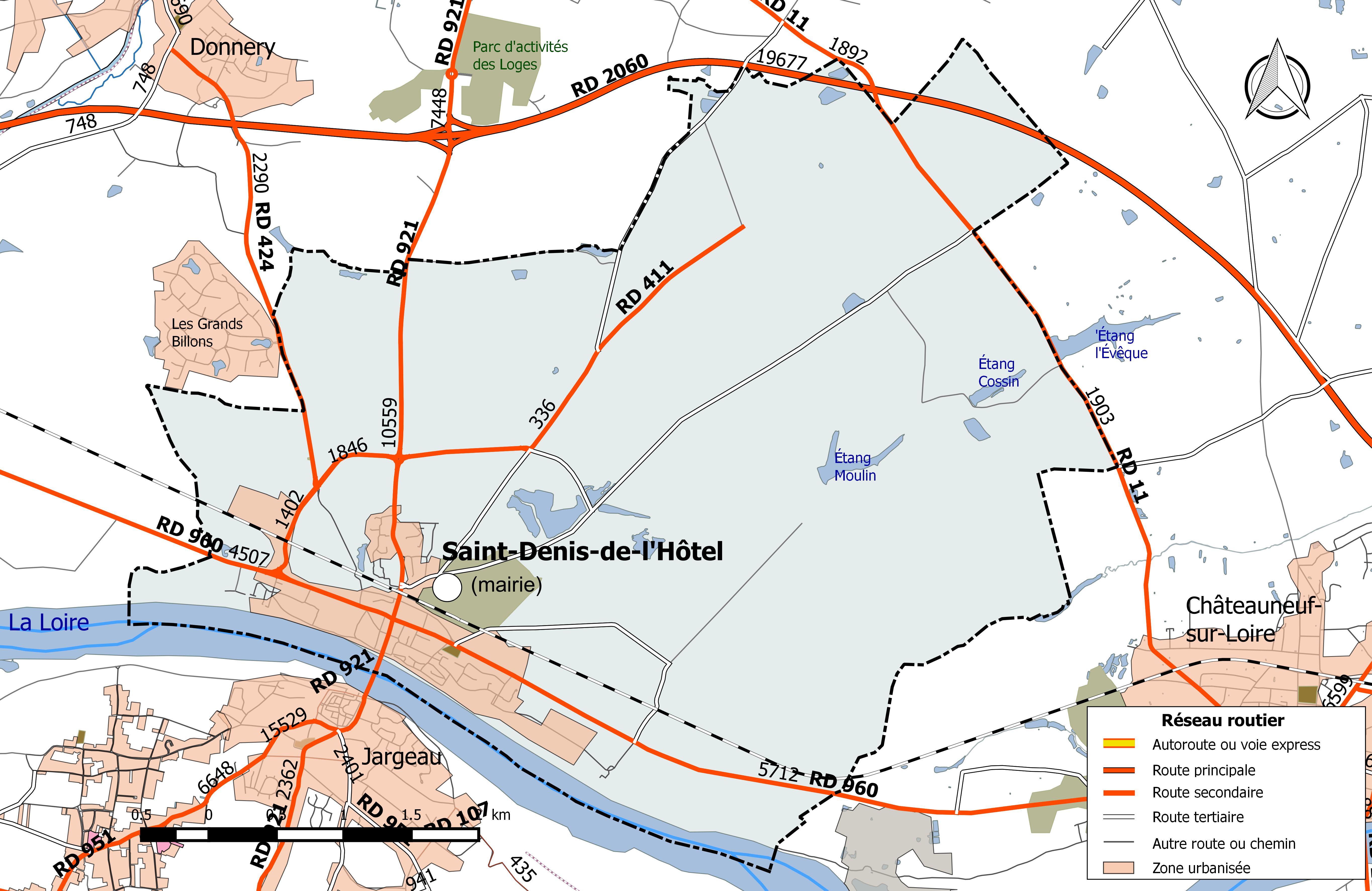
Réseau routier principal de la commune de Saint-Denis-de-l'Hôtel (avec indication du trafic routier 2014).

#### Infrastructures routières
La commune est traversée par cinq routes départementales : la RD 921, la RD 960 et la RD 424, la RD 411 et la RD 11. Complétant ces voies, la commune est sillonnée de plusieurs voies communales et chemins ruraux  desservant ses fermes et hameaux et les bourgs environnants.
La RD 921 constitue l'artère principale de la commune en la traversant du sud au nord et franchissant la Loire. Il s'agit de l'ancienne route nationale 721, qui reliait avant 1973 Étampes (RN 20), Pithiviers, Jargeau et La Ferté-Saint-Aubin (RN 20). Elle a été transférée au département du Loiret par arrêté du 22 décembre 1972. En 2014, elle supporte un trafic de 10 559 véhicules/jour au nord du bourg et de 15 559 sur le pont franchissant la Loire.
La RD 960 (4 507 véhicules/jour) relie Châteauneuf-sur-Loire à Saint-Jean-de-Braye.
La RD 424 (2 290 véhicules/jour) relie la commune à Traînou.
La RD 411 (336 véhicules/jour) constitue une voie de contournement ouest du centre-bourg et donne accès à l'aérodrome.
La RD 11 (1 903 véhicules/jour), qui relie Tigy à Tivernon, fait office de limite séparative de communes avec Châteauneuf-sur-Loire.
Sur le plan urbanistique, la RD 921 sur toute sa longueur et la RD 960 à l'est du bourg sont classées au titre du bruit des infrastructures de transports terrestres en catégorie 3 et en catégorie 4 pour une partie de la RD 960 à l'ouest du bourg. Dans une bande de largeur maximum 100 mètres (catégorie 3) et 30 (catégorie 4) de part et d'autre de l'infrastructure, les bâtiments d'habitation nouveaux doivent respecter certaines conditions d'isolement acoustique minimal des façades des pièces principales et cuisines afin d'assurer la protection des occupants,.
Le trafic poids lourds sur le pont de Jargeau en 2013 correspond à 10,5 % du trafic moyen journalier annuel  (TMJA), soit 1 610 poids lourds traversant ces zones urbaines. Il s’agit de l’un des axes urbains départementaux les plus chargés en poids lourds du Département. Ces poids lourds sont sources d’insécurité routière vis-à-vis des circulations douces et de nuisances autant sonores que vibratoires pour les riverains notamment. C'est une des raisons qui a conduit le conseil général du Loiret à envisager dès 1994 une déviation de cet itinéraire. L'évolution de ce dossier a été jalonnée de multiples étapes : un groupe d’évaluation environnementale regroupant tous les acteurs locaux et institutionnel en 2003, une réunion publique en 2009, des échanges avec la Commission des pétitions du Parlement Européen, la Mission Val de Loire, l’UNESCO, la mission d’Appui aux Contrats de Partenariat, avec les associations de défense, un bilan de la concertation en 2011. Un projet remanié est finalement présenté à l'enquête publique du 8 février au 17 mars 2016,.

#### Transports en commun routiers
En 2016, la commune est desservie par deux lignes du réseau Ulys, le réseau interurbain de transport par autocar du Conseil départemental du Loiret : La ligne 6 qui relie Montargis - Bellegarde - Orléans et la ligne 3, qui relie Bonny-sur-Loire - Briare - Gien - Châteauneuf-sur-Loire - Orléans. Des correspondances SNCF sont assurées dans les gares d'Orléans, Montargis et Gien. À compter du 1er janvier 2017, la compétence des services de transports routiers interurbains, réguliers et à la demande est transférée des départements aux régions, et donc localement du département du Loiret à la région Centre-Val de Loire, consécutivement à la loi NOTRe du 7 août 2015.

### Risques naturels et technologiques majeurs
La commune de Saint-Denis-de-l'Hôtel est vulnérable à différents aléas naturels : inondations (par débordement de la Loire ou de ruisseaux), climatiques (hiver exceptionnel ou canicule), mouvements de terrains ou sismique. Elle est également exposée à un risque technologique : le transport de matières dangereuses.
Entre 1999 et 2016, quatre arrêtés ministériels portant ou ayant porté reconnaissance de catastrophe naturelle ont été pris pour le territoire de la commune de Saint-Denis-de-l'Hôtel dont trois pour des inondations et coulées de boue.

#### Risque d'inondation

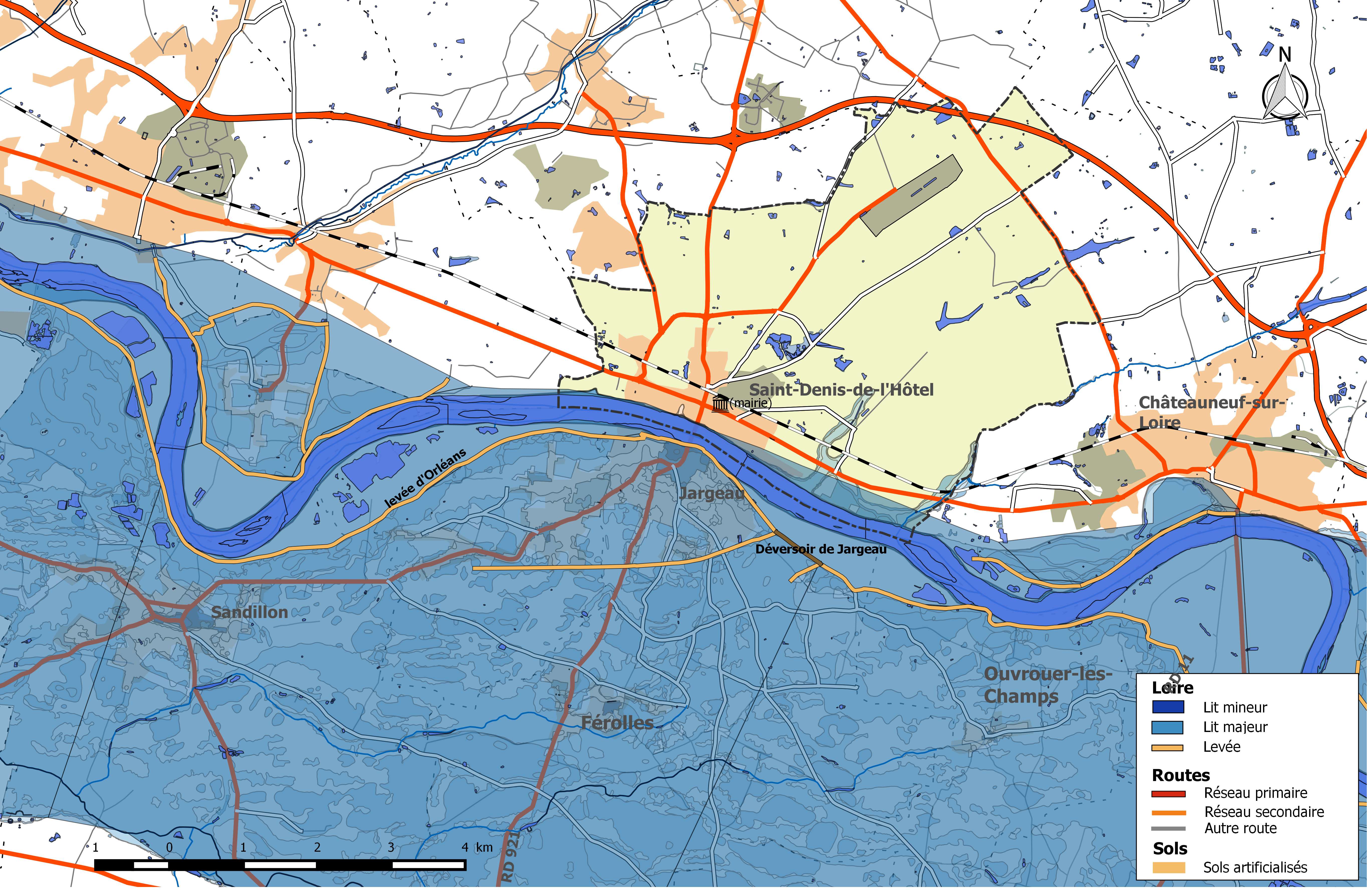
Zone inondable de la commune de Saint-Denis-de-l'Hôtel.

La Loire est à l'origine des dégâts les plus importants sur la commune en cas de crue majeure. Les crues historiques sont celles de 1846, 1856, 1866 et 1907. Aucune crue n'a atteint depuis 1907 les hauteurs atteintes lors de ces événements catastrophiques.
La zone inondable de la commune de Saint-Denis-de-l'Hôtel couvre une surface de 211 hectares, soit 8 % du territoire communal et se répartit en 15 ha en espaces agricoles, 68 ha en eau, 106 ha en espaces naturels, et 22 ha en surfaces urbanisées. 105 personnes résident dons cette zone. Elle fait partie du val d'Orléans qui s’étend sur 33 km de longueur, du hameau de Bouteille à l’amont au confluent du Loiret à l’aval. Ce val est protégé par une levée en terre, la levée d'Orléans, de 45 km de longueur, interrompue à 3,5 km environ en amont du confluent du Loiret. Il est inondé par le remous de la Loire dans la confluence du Loiret dès les premières crues simulées. Cette levée a été renforcée sur toute sa longueur. Le niveau de protection historique est celui visé par la construction du déversoir de Jargeau, aménagé à la fin du XIXe siècle à l'emplacement des brèches qui s'étaient produites en 1846, 1856 et 1866 et conçu initialement pour fonctionner au-delà de la cote de Loire à l'échelle d'Orléans proche de 6 m (crue de 1825, n'ayant pas occasionné de brèches). Les lignes d’eau en crue ont toutefois beaucoup changé depuis du fait de l’évolution morphologique du lit de la Loire, conséquence des ouvrages de navigation qui ont été réalisés au XIXe siècle et de l’extraction massive de matériaux en deuxième partie du XXe siècle. Le déversoir ne remplit donc plus sa fonction de protéger la levée d’Orléans des surverses, et il ne permet plus de définir l’objectif de protection du système d’endiguement.
L'analyse menée dans le cadre de l'étude de danger des digues, montre qu'aujourd'hui, le niveau de protection apparent de la levée est associé à une crue de période de retour d'environ 200 ans, soit une hauteur d'eau à l'échelle d'Orléans estimée à 5,75 m. Les zones de surverses probables mises en évidence se situent de l'amont vers l'aval, à Guilly, Sigloy et Saint-Denis-en-Val (lieu-dit de Château Lumina). Par ailleurs, ces études montrent aussi que des défaillances avant dépassement des ouvrages sont probables, en particulier à Guilly, Sigloy et Saint-Pryvé-Saint-Mesmin. Pour le secteur de Guilly, la probabilité de rupture n'est plus négligeable dès la crue de période de retour de 70 ans, soit une cote d'environ 4,60 m à l'échelle d'Orléans. Cette cote définit le niveau de sûreté actuel de la digue d'Orléans et correspond au seuil de déclenchement du plan d'évacuation massive de l'agglomération d'Orléans en cas de crue.
Le risque d'inondation est pris en compte dans l'aménagement du territoire de la commune par le biais du Plan de prévention du risque inondation (PPRI) du val d'Orléans - val amont, approuvé le 20 janvier 2015. Deux nouveaux types de zones sont apparues par rapport au précédent PPRI, plus restrictives pour une meilleure protection des usagers : la zone de dissipation d'énergie (ZDE) et la zone d'expansion de crue (ZEC). Dans la ZDE, située immédiatement à l’arrière des levées, qui serait fortement affectée en cas de brèche ou de rupture de digue, toute construction nouvelle est interdite. La ZEC quant à elle correspond aux secteurs naturels ou agricoles qu’il convient  de  préserver pour l’étalement des eaux en cas d’inondation et éviter l’accroissement des risques.
Deux documents permettent de définir les modalités de gestion de crise et d'organisation des secours : au niveau départemental, le Dispositif ORSEC départemental spécialisé déclenché en cas d'inondation de la Loire, le plan ORSIL, et au niveau communal le plan communal de sauvegarde.

#### Risque de mouvements de terrain
Le territoire de la commune peut être concerné par un risque d'effondrement de cavités souterraines non connues. Une cartographie départementale de l'inventaire des cavités souterraines et des désordres de surface a été réalisée. Il a été recensé sur la commune plusieurs effondrements de cavités.
Par ailleurs, le sol du territoire communal peut faire l'objet de mouvements de terrain liés à la sécheresse. Le phénomène de retrait-gonflement des argiles est la conséquence d'un changement d'humidité des sols argileux. Les argiles sont capables de fixer l'eau disponible mais aussi de la perdre en se rétractant en cas de sécheresse. Ce phénomène peut provoquer des dégâts très importants sur les constructions (fissures, déformations des ouvertures) pouvant rendre inhabitables certains locaux. Celui-ci a particulièrement affecté le Loiret après la canicule de l'été 2003. Une grande partie du territoire de la commune est soumis à un aléa « faible » face à ce risque, selon l'échelle définie par le Bureau de recherches géologiques et minières (BRGM), hormis une bande étroite longeant les étangs Moulin et Cossin qui est en aléa « fort ».

#### Risque sismique
La totalité du département est classée en zone de sismicité « très faible ». À ce titre aucune réglementation spécifique ne s'applique aux constructions dites « à risque normal ».

#### Transport de matières dangereuses
Le risque de transport de matières dangereuses peut survenir en cas d'accident impliquant une unité mobile (ex. camion) ou une canalisation transportant des matières dangereuses (toxique, inflammable...). Une matière dangereuse est une substance susceptible de présenter un danger et des conséquences graves pour l'homme et son environnement. À Saint-Denis-de-l'Hôtel, les facteurs de risque sont le transport routier empruntant les RD 921 et RD 2060 et le réseau de gaz à haute pression qui traverse la commune.

## Politique et administration

### Découpage territorial
La commune de Saint-Denis-de-l'Hôtel est membre de la communauté de communes des Loges, un établissement public de coopération intercommunale (EPCI) à fiscalité propre créé le 1er janvier 1997 dont le siège est à Fay-aux-Loges. Ce dernier est par ailleurs membre d'autres groupements intercommunaux. En 2020, il s'agit du Syndicat intercommunal de collecte et de traitement des ordures ménagères (SMICTOM) de la région de Châteauneuf-sur-Loire, du Syndicat mixte du bassin de la Bonnée, de l'Agence Loiret Numérique, de l'Établissement public d'aménagement et de gestion de l'eau sur le bassin versant du Loing, du Syndicat mixte des bassins versants de la Bionne et du Cens et du PETR Forêt d'Orléans-Loire-Sologne.
Sur le plan administratif, elle est rattachée à l'arrondissement d'Orléans, au département du Loiret et à la région Centre-Val de Loire. Sur le plan électoral, elle dépend du  canton de Châteauneuf-sur-Loire pour l'élection des conseillers départementaux, depuis le redécoupage cantonal de 2014 entré en vigueur en 2015, et de la sixième circonscription du Loiret  pour les élections législatives, depuis le dernier découpage électoral de 2010.

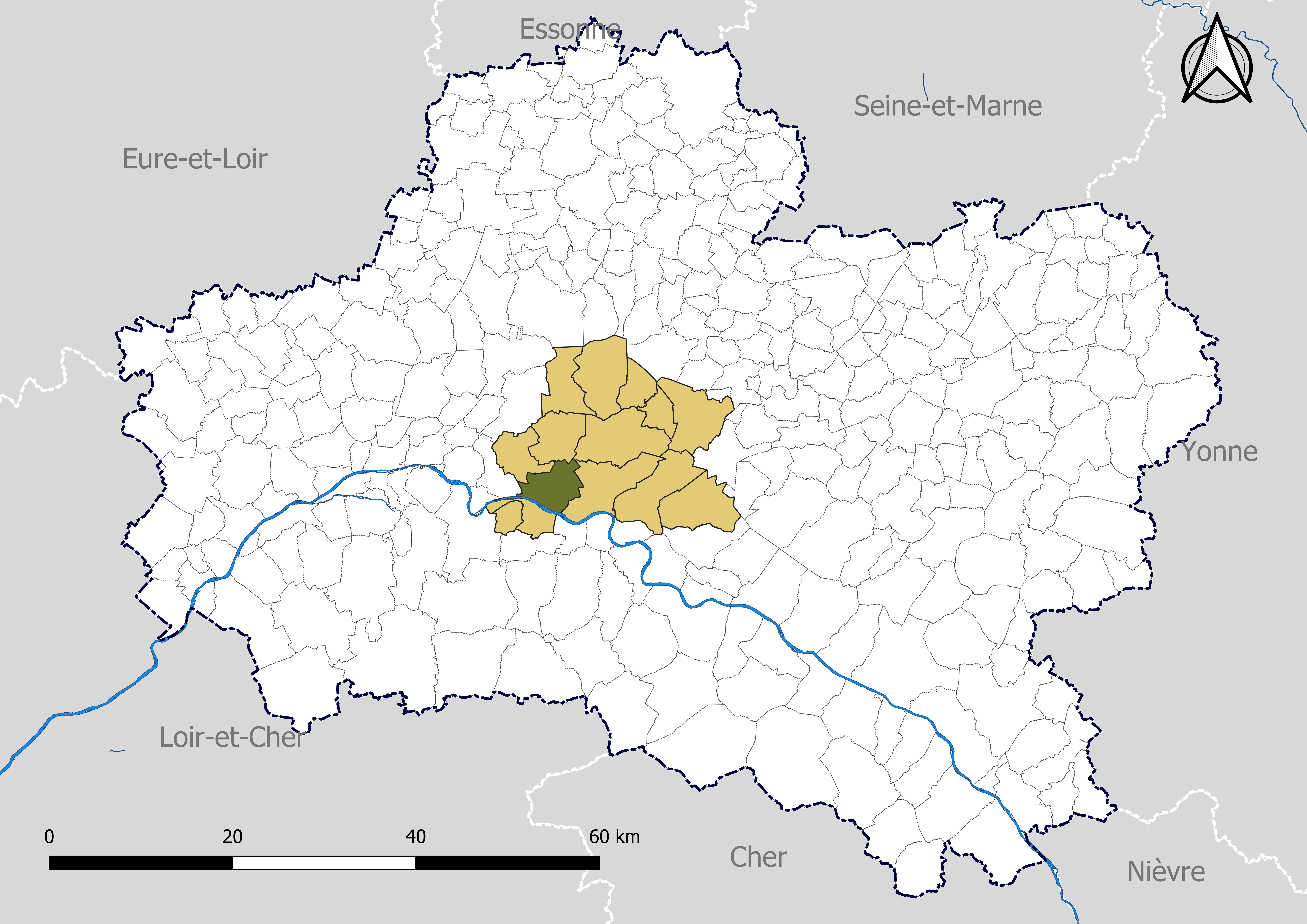
Saint-Denis-de-l'Hôtel dans le canton de Châteauneuf-sur-Loire en 2020.
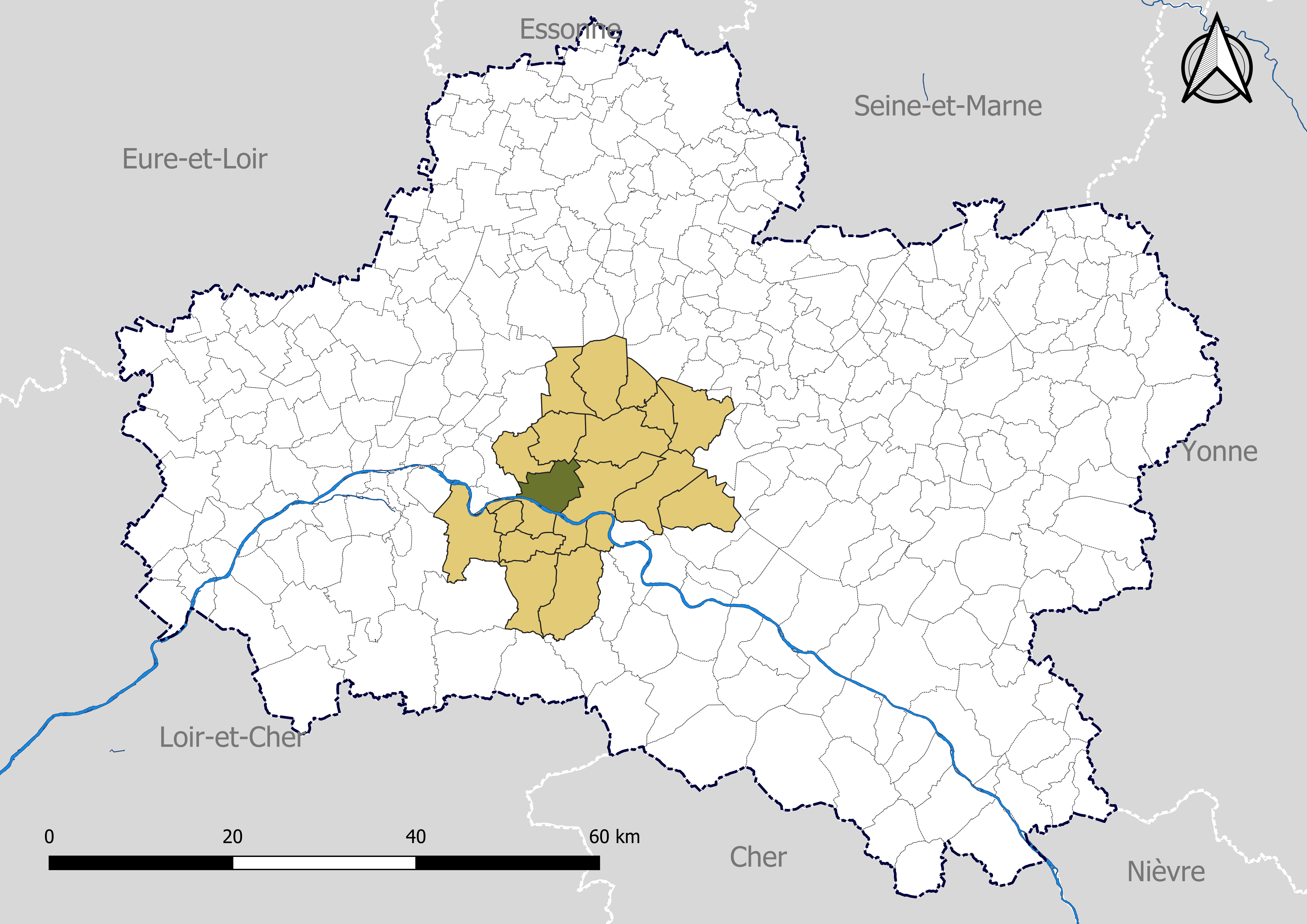
Saint-Denis-de-l'Hôtel dans la communauté de communes des Loges en 2020.
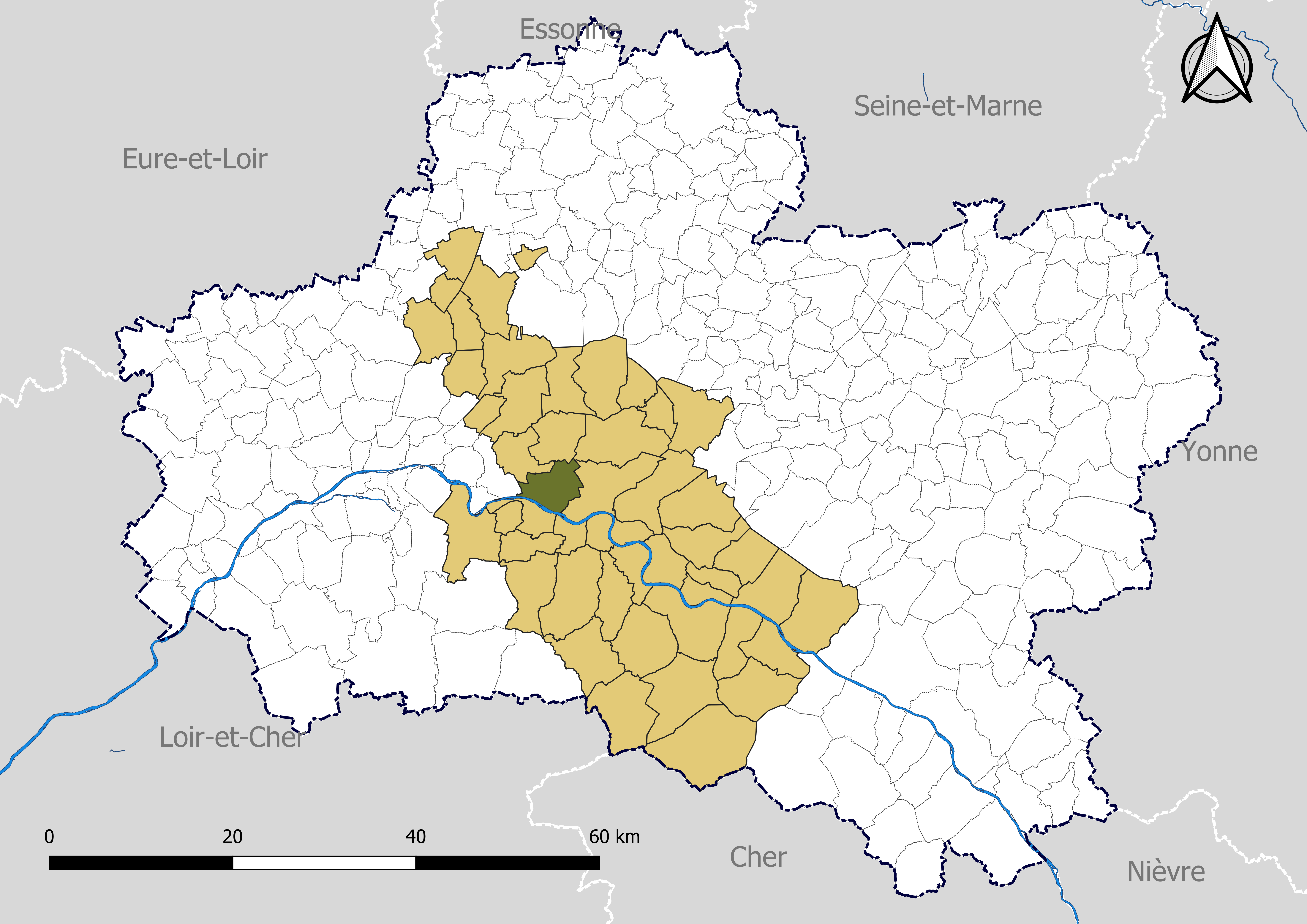
Saint-Denis-de-l'Hôtel dans le Pôle d'équilibre territorial et rural (PETR) Forêt d'Orléans-Loire-Sologne en 2020.
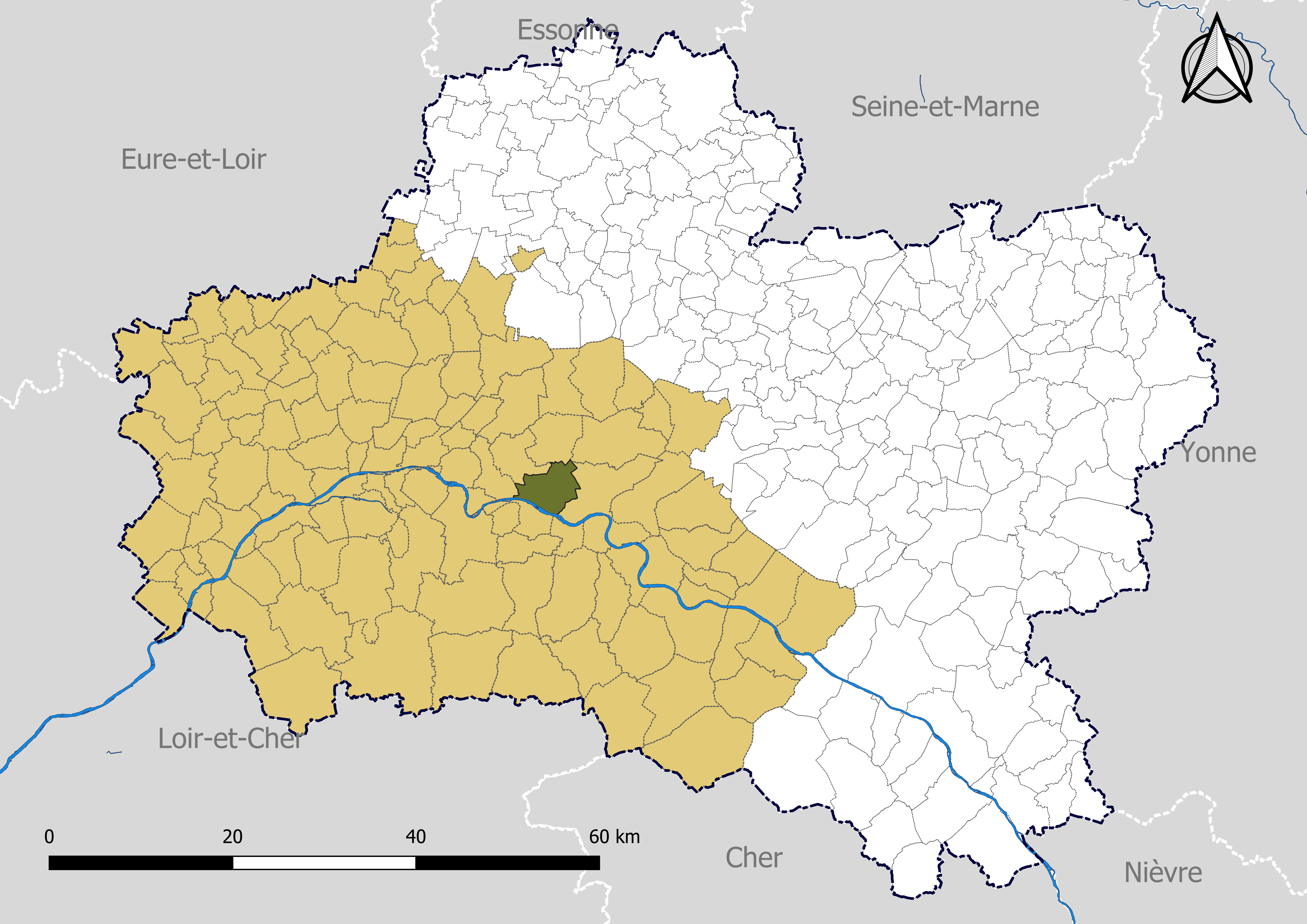
Saint-Denis-de-l'Hôtel dans l'arrondissement d'Orléans en 2020.

### Politique et administration municipales

#### Conseil municipal et maire
Depuis les élections municipales de 2014, le conseil municipal  de Saint-Denis-de-l'Hôtel, commune de plus de 1 000 habitants, est élu au scrutin proportionnel de liste à deux tours (sans aucune modification possible de la liste), pour un mandat de six ans renouvelable. Il est composé de 23 membres. L'exécutif communal est constitué par le maire, élu par le conseil municipal, parmi ses membres, pour un mandat de six ans, c'est-à-dire pour la durée du mandat du conseil. Arnauld Martin est maire depuis 2020.

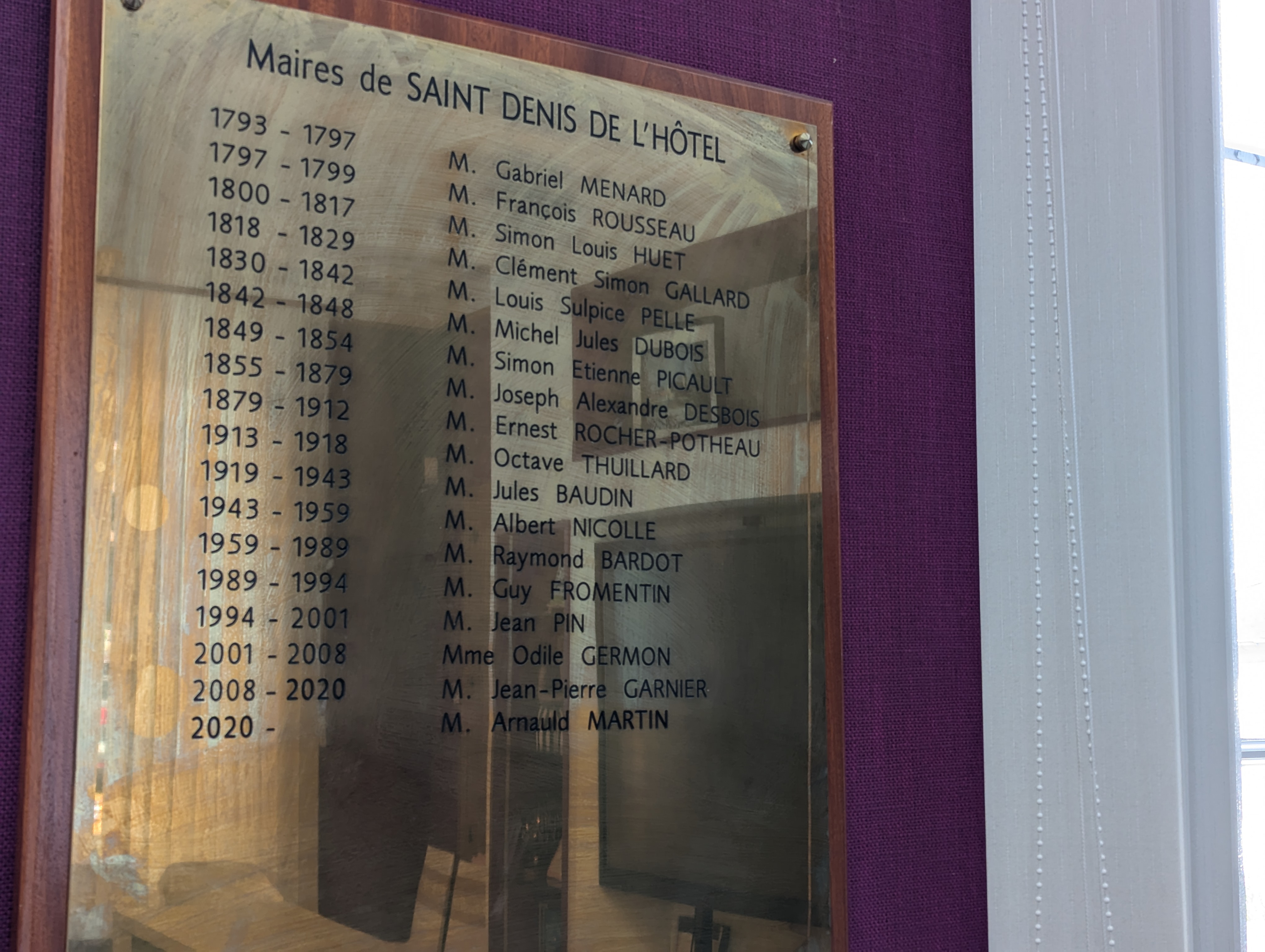
Plaque apposée en mairie de Saint-Denis-de-l'Hôtel mentionnant le nom de tous les maires de la commune.

| Période                                  | Période   | Identité                 | Étiquette | Qualité                                                                                       |
| ---------------------------------------- | --------- | ------------------------ | --------- | --------------------------------------------------------------------------------------------- |
| Les données manquantes sont à compléter. |           |                          |           |                                                                                               |
| 1793                                     | 1797      | Gabriel MENARD           |           |                                                                                               |
| 1797                                     | 1799      | François ROUSSEAU        |           |                                                                                               |
| 1800                                     | 1817      | Simon Louis HUET         |           |                                                                                               |
| 1818                                     | 1829      | Clément Simon GALLARD    |           |                                                                                               |
| 1830                                     | 1842      | Louis Sulpice PELLE      |           |                                                                                               |
| 1842                                     | 1848      | Michel Jules DUBOIS      |           |                                                                                               |
| 1849                                     | 1854      | Simon Etienne PICAULT    |           |                                                                                               |
| 1855                                     | 1879      | Joseph Alexandre DESBOIS |           |                                                                                               |
| 1879                                     | 1912      | Ernest ROCHER-PONTHEAU   |           |                                                                                               |
| 1913                                     | 1918      | Octave THUILLARD         |           |                                                                                               |
| 1919                                     | 1943      | Jules BAUDIN             |           |                                                                                               |
| 1943                                     | 1959      | Albert NICOLLE           |           | Vigneron                                                                                      |
| 1959                                     | 1989      | Raymond BARDOT           |           |                                                                                               |
| mars 1989                                | juin 1994 | Guy Fromentin            |           | Ingénieur commercial                                                                          |
| septembre 1994                           | mars 2001 | Jean Pin                 |           | Professeur                                                                                    |
| mars 2001                                | mars 2008 | Odile Germon             |           | Exploitante agricole                                                                          |
| mars 2008                                | mai 2020  | Jean-Pierre Garnier,     |           | Retraité de la fonction publique Président de la communauté de communes des Loges (2014-2020) |
| mai 2020                                 | En cours  | Arnauld Martin,          | DVD       | Profession libérale                                                                           |

## Équipements et services

### Environnement

#### Gestion des déchets
En  2016, la commune est membre du SICTOM de la région de Châteauneuf-sur-Loire, créé en 1976. Celui-ci assure la collecte et le traitement des ordures ménagères résiduelles, des emballages ménagers recyclables  et des encombrants en porte à porte et du verre en points d’apport volontaire. Un réseau de dix déchèteries accueille les encombrants et autres déchets spécifiques (déchets verts, déchets dangereux, gravats, ferraille, cartons…). La déchèterie la plus proche est située sur la commune de Jargeau. L'élimination et la valorisation énergétique des déchets ménagers et de ceux issus de la collecte sélective sont effectuées par le SYCTOM de Gien-Châteauneuf-sur-Loire qui comprend un centre de transfert de déchets ménagers et un centre de stockage de déchets ultimes (CSDU) de classe II à Saint-Aignan-des-Gués ainsi qu'une usine d’incinération des ordures ménagères à Gien-Arrabloy.
Depuis le 1er janvier 2017, la « gestion des déchets ménagers » ne fait plus partie des compétences de la commune mais est une compétence obligatoire de la communauté de communes des Loges en application de la loi NOTRe du 7 août 2015.

#### Production et distribution d'eau
Le service public d’eau potable est une compétence obligatoire des communes depuis l’adoption de la loi du 30 décembre 2006 sur l’eau et les milieux aquatiques. Au 31 décembre 2016, la production de l'eau potable sur le territoire communal est assurée par le syndicat des eaux de la Vallée Moyenne de la Loire, un syndicat créé en 1992 desservant trois communes : Férolles, Jargeau et Saint-Denis-de-l'Hôtel,, et la distribution par  la commune elle-même.
La loi NOTRe du 7 août 2015 prévoit que le transfert des compétences « eau et assainissement » vers les communautés de communes sera obligatoire à compter du 1er janvier 2020. Le transfert d’une compétence entraîne  de  facto  la  mise  à disposition  gratuite  de  plein droit des biens, équipements et services publics utilisés, à la date du transfert, pour l'exercice de ces compétences et la substitution de la communauté dans les droits et obligations des communes,.

#### Assainissement
La compétence assainissement, qui recouvre obligatoirement la collecte, le transport et l’épuration des eaux usées, l’élimination des boues produites, ainsi que le contrôle des raccordements aux réseaux publics de collecte, est assurée  par la commune elle-même.
La commune est raccordée à une station d'épuration située sur le territoire communal, mise en service le 1er juin 1983 et dont la capacité nominale de traitement est de  45 000 EH, soit 2 010 m3/jour. Cet équipement utilise un procédé d'épuration biologique dit « à boues activées ». Son exploitation est assurée par la commune,.
L’assainissement non collectif (ANC) désigne les installations individuelles de traitement des eaux domestiques qui ne sont pas desservies par un réseau public de collecte des eaux usées et qui doivent en conséquence traiter elles-mêmes leurs eaux usées avant de les rejeter dans le milieu naturel. En 2016, la communauté de communes des Loges assure le service public d'assainissement non collectif (SPANC), qui a pour mission de vérifier la bonne exécution des travaux de réalisation et de réhabilitation, ainsi que le bon fonctionnement et l’entretien des installations,.

## Population et société

### Démographie
L'évolution du nombre d'habitants est connue à travers les recensements de la population effectués dans la commune depuis 1793. Pour les communes de moins de 10 000 habitants, une enquête de recensement portant sur toute la population est réalisée tous les cinq ans, les populations de référence des années intermédiaires étant quant à elles estimées par interpolation ou extrapolation. Pour la commune, le premier recensement exhaustif entrant dans le cadre du nouveau dispositif a été réalisé en 2004.
En 2022, la commune comptait 3 057 habitants, en stagnation par rapport à 2016 (Loiret : +1,89 %, France hors Mayotte : +2,11 %).
| 1793  | 1800  | 1806  | 1821  | 1831  | 1836  | 1841  | 1846  | 1851  |
| ----- | ----- | ----- | ----- | ----- | ----- | ----- | ----- | ----- |
| 1 365 | 1 222 | 1 072 | 1 059 | 1 162 | 1 145 | 1 085 | 1 128 | 1 109 |

| 1856  | 1861  | 1866  | 1872  | 1876  | 1881  | 1886  | 1891  | 1896  |
| ----- | ----- | ----- | ----- | ----- | ----- | ----- | ----- | ----- |
| 1 067 | 1 112 | 1 043 | 1 039 | 1 085 | 1 131 | 1 118 | 1 048 | 1 007 |

| 1901  | 1906  | 1911  | 1921 | 1926 | 1931 | 1936 | 1946 | 1954  |
| ----- | ----- | ----- | ---- | ---- | ---- | ---- | ---- | ----- |
| 1 014 | 1 028 | 1 047 | 831  | 867  | 850  | 878  | 794  | 1 117 |

| 1962  | 1968  | 1975  | 1982  | 1990  | 1999  | 2004  | 2006  | 2009  |
| ----- | ----- | ----- | ----- | ----- | ----- | ----- | ----- | ----- |
| 1 324 | 1 505 | 2 116 | 2 289 | 2 523 | 2 621 | 2 730 | 2 731 | 2 876 |

| 2014  | 2019  | 2022  | - | - | - | - | - | - |
| ----- | ----- | ----- | - | - | - | - | - | - |
| 2 929 | 3 021 | 3 057 | - | - | - | - | - | - |

## Économie
- la Laiterie de Saint-Denis-de-l'Hôtel (LSDH) a été créée en 1948 et s'est reconvertie à partir de 1984 dans l'emballage de liquides alimentaires ;
- une unité de production de la firme américaine Mars Incorporated (ex-Unisabi) est implantée sur la commune depuis 1973 et y emploie près de 600 salariés en 2010[126]. Elle fabrique des aliments pour animaux ;
- SDH fer, filiale du groupe Millet, créée en 1944 et spécialisée dans la réparation, l'entretien et la rénovation de wagons[127] ;
- Caruelle-Nicolas, filiale du groupe français Exel Industries, spécialisée dans la fabrication de pulvérisateurs agricoles[128].

## Personnalités liées à la commune
- Geoffroy Vallée (v1535-1574), dit ou Geoffroy Vallée IIe, est le fils de Geoffroy Vallée Ier, seigneur de Chenailles
- Henri de Beaucorps (1873-1961), colonel français, a résidé au château de Saint-Aignan[129].
- Maurice Genevoix (1890-1980), romancier et poète français, y a acheté une maison en 1929 et y a vécu jusqu'à sa mort ; repose au Panthéon à Paris depuis le 11 novembre 2020
- Sylvie Genevoix (1944-2012), écrivain et journaliste française, y a résidé.
- Florian Rousseau (né en 1974), cycliste sur piste français, trois fois champion olympique et dix fois champion du Monde.

## Culture locale et patrimoine

### Lieux et monuments

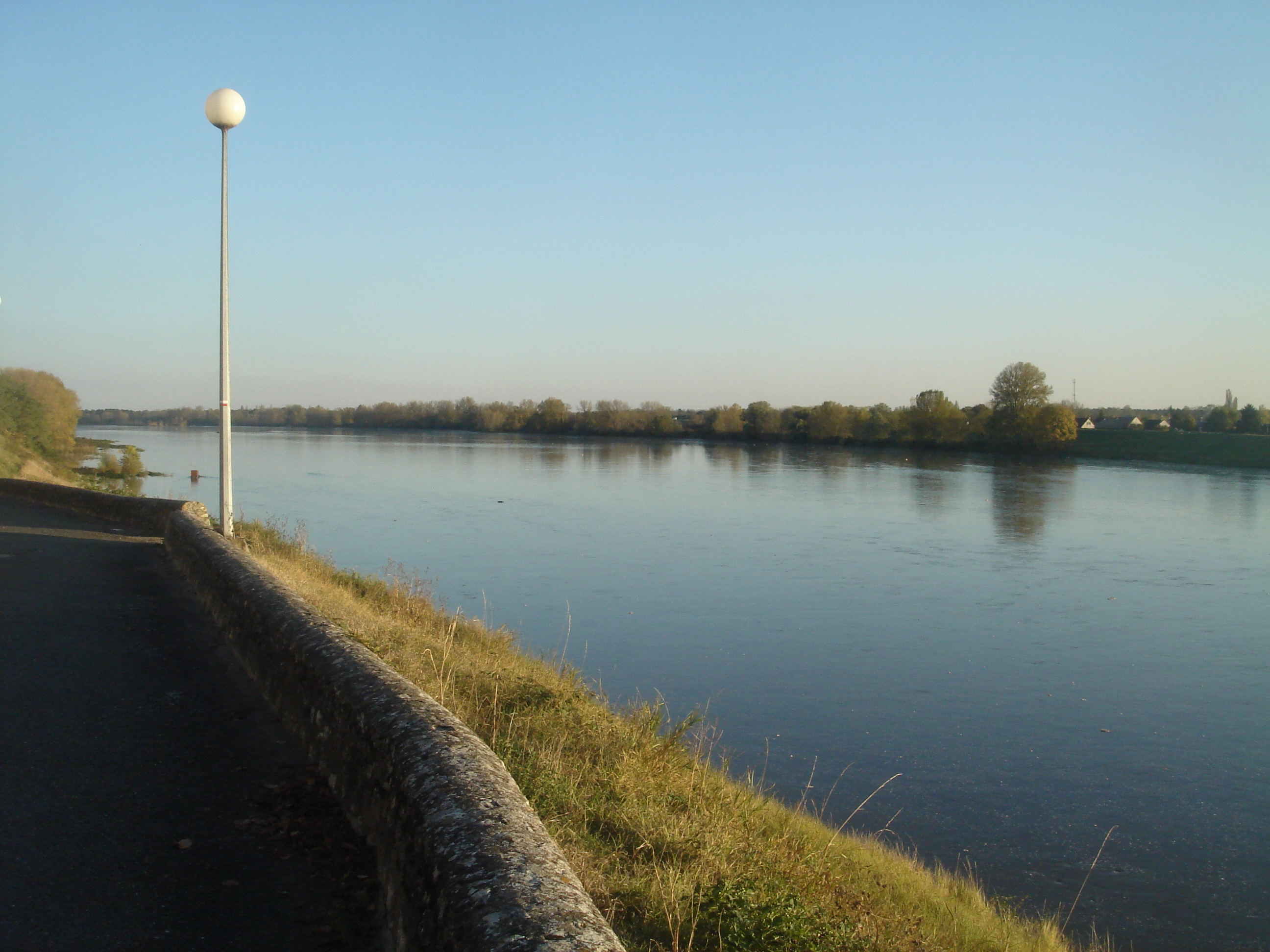
La Loire.

- L'église Saint-Denis ; édifiée sur un bâtiment ancien datant du XIIe siècle, elle fut détruite en 1567 par les armées calvinistes de Coligny. Sa reconstruction durera jusqu'en 1637, date gravée dans la pierre au-dessus de la porte principale surmontée d'un arc roman. Les fenêtres sont en arc brisé, les huis épais s'appuient sur des contreforts massifs. Cet édifice, vaste de 40 mètres de longueur et 14 m de largeur, ne possède pas de pilier ; les murs seuls supportent le poids de la voûte en « anse de panier » réalisée en bois de châtaignier. L'aspect intérieur a peu changé depuis le Premier Empire. L'église, telle qu'elle apparaissait encore en 1905, avec au-dessus du porche, le symbole de l'esprit républicain du moment, « propriété communale république française liberté égalité fraternité ». En juin 1940, un obus tombé sur l'église en sectionne une poutre. En 2000-2001, de grands travaux de restauration ont été entrepris (charpente, pierres de taille, couverture, électricité). Actuellement en dépôt au musée des Beaux Arts, deux tableaux restaurés (La Pietà du XVIIe siècle, le Rosaire et saint Dominique du XVIIIe siècle) retrouveront leur place dans l'église quand la suite des travaux intérieurs aura été effectuée.
- La Maison-Musée Maurice Genevoix, place du  Cloître a déménagé et a rejoint le centre culturel. Un espace est réservé à l'exposition Maurice Genevoix et une salle est consacrée aux  expositions temporaires. Par ailleurs, la maison des « Vernelles » acquise en 1929 par Genevoix, est restée propriété de la famille ;
- Le Clos des Vernelles ;
- Le port ; du temps de la marine de Loire, les activités commerciales y étaient très importantes et même au XVIIe siècle supérieures à celles du port de Jargeau (commerce de vin, vinaigre, bois). D'aspect identique à cette époque, le port n'est maintenant plus utilisé que comme embarcadère pour activité de loisirs ;
- Le pont de Jargeau franchit la Loire et relie Jargeau à la commune ; construit en 1987, il a remplacé un ancien pont suspendu situé plus en aval ;
- Le château de Chenailles, XVIe siècle, propriété privée ;
- Le château de Saint-Aignan, 1866, propriété privée ;
- L'aéroport d'Orléans - Saint-Denis-de-l'Hôtel ;
- La gare de Saint-Denis - Jargeau ;
- La levée de la Loire.

Lieux et monuments de Saint-Denis-de-l'Hôtel.
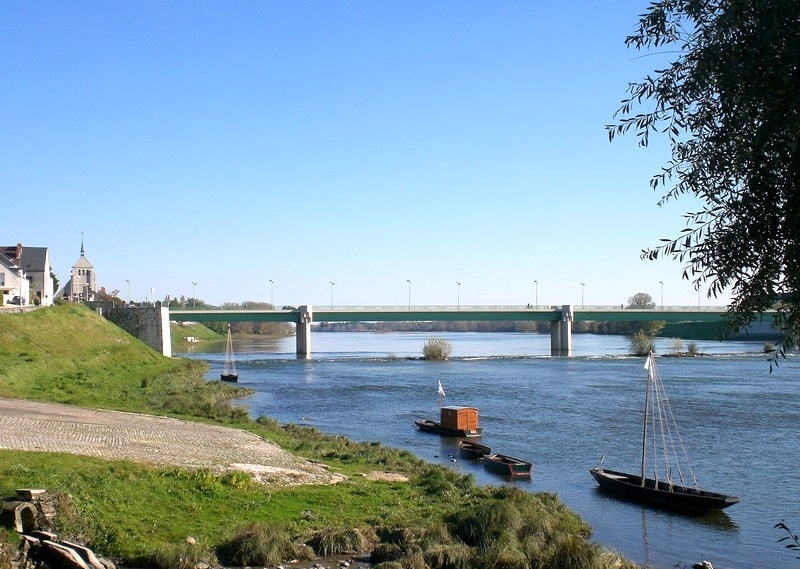
Le pont de Jargeau depuis Saint-Denis-de-l'Hôtel.
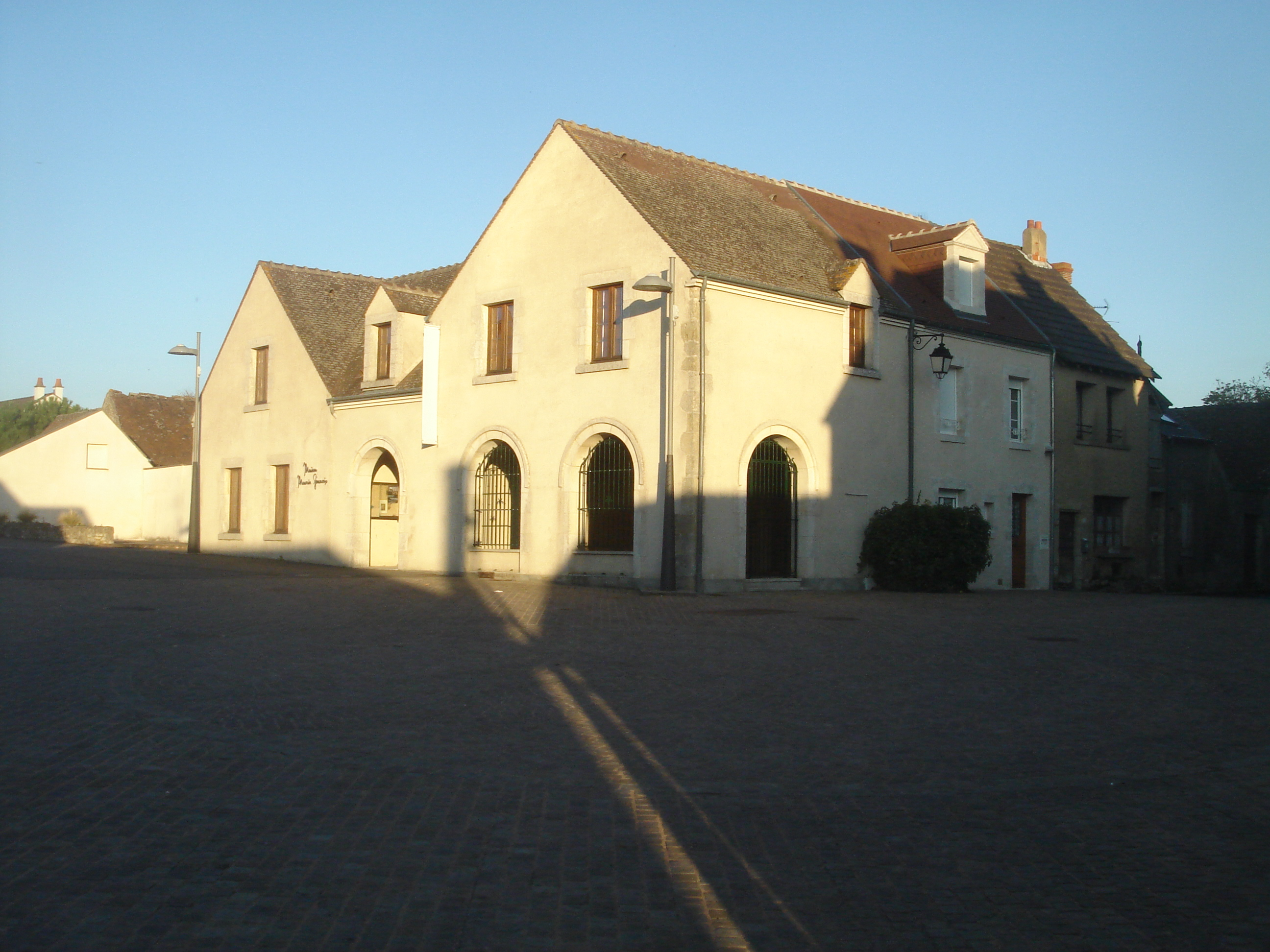
Le musée Maurice-Genevoix.
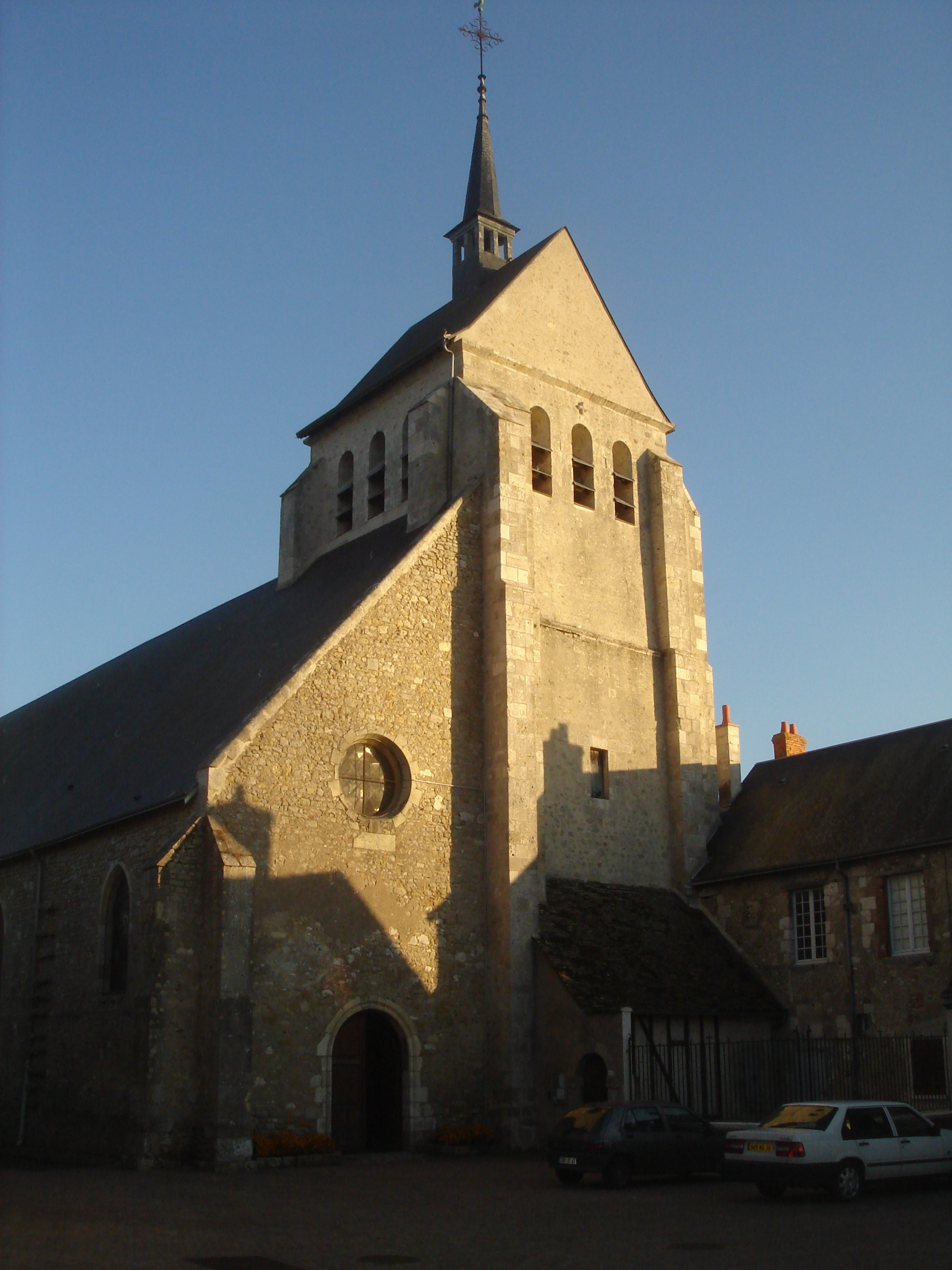
Église Saint-Denis.
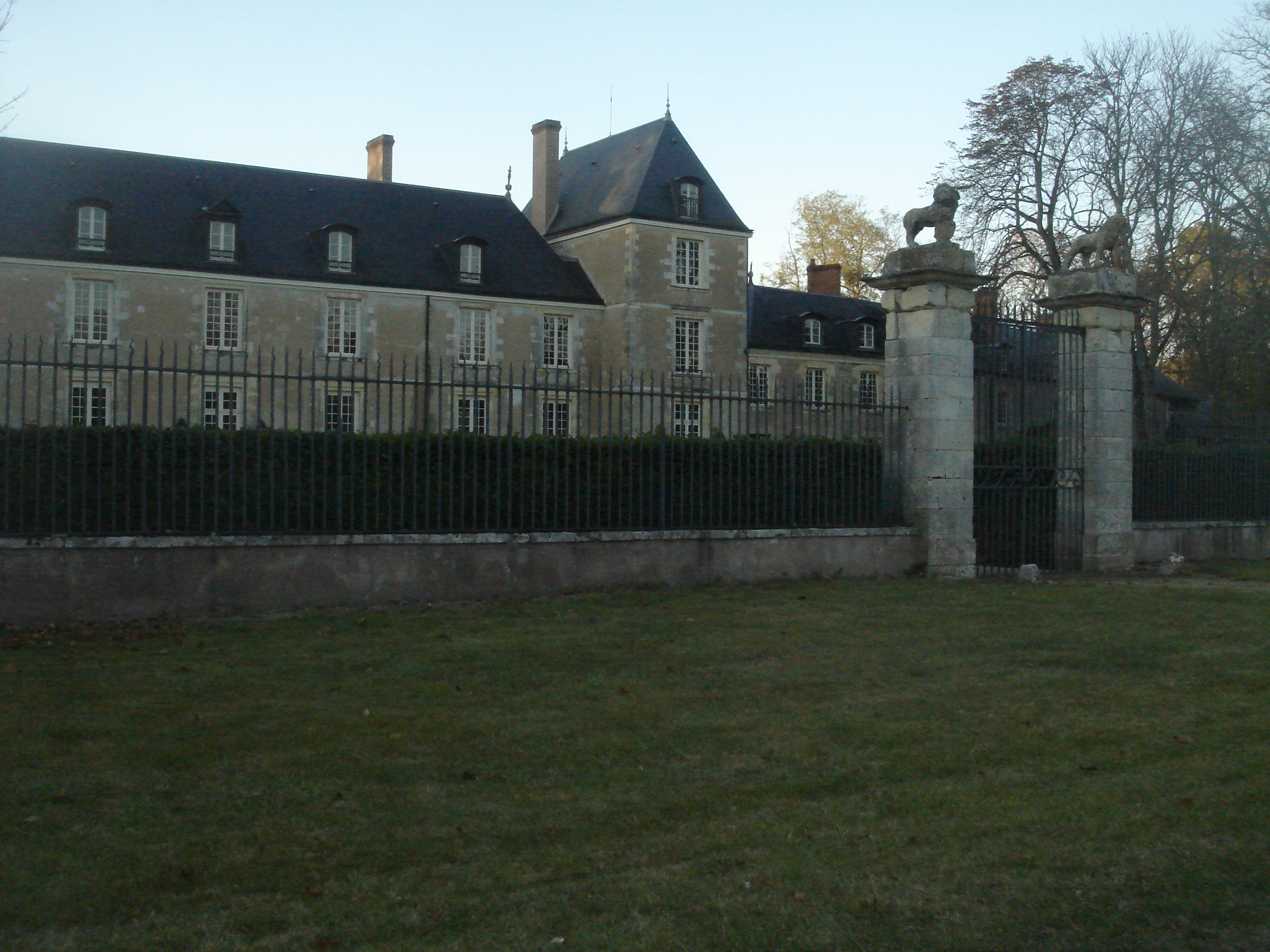
Le château de Chenailles.

### Sites et paysages remarquables
Le 30 novembre 2000, le Val de Loire, dans son cours moyen de Sully-sur-Loire (Loiret) à Chalonnes-sur-Loire (Maine-et-Loire), est inscrit sur la Liste du patrimoine mondial de l'organisation des Nations unies pour l'éducation, la science et la culture (UNESCO) comme « paysage culturel ». Cette inscription reconnaît au site une « valeur universelle exceptionnelle » fondée sur la densité de son patrimoine monumental, architectural et urbain, l'intérêt du paysage fluvial et la qualité exceptionnelle d’expressions paysagères héritées de la Renaissance et du Siècle des Lumières. Toute altération de la VUE est considérée comme une perte pour la mémoire de l’Humanité. Le préfet de la région Centre, préfet coordonnateur, approuve le plan de gestion pour le Val de Loire patrimoine mondial par arrêté en date du 15 novembre 2012. Trente-cinq communes du Loiret sont concernées, dont Saint-Denis-de-l'Hôtel qui a une frange de son territoire inscrite et le reste en zone tampon.

## Enseignement
Saint-Denis-de-l'Hôtel est située dans l'académie d'Orléans-Tours et dans la circonscription de Châteauneuf-sur-Loire. La commune possède une école maternelle, une école primaire.

## Sports
- Le vélodrome de la commune est l'un des trois en activité dans le département, il possède une piste de 333 mètres de long[132].
- Associations sportives : judo ; escrime[133] ; basket ; gymnastique rythmique et sportive.

La 19e étape du Tour de France 1973 et la deuxième étape de Paris-Nice 2022 ont emprunté le territoire de la commune.

## Cadre de vie
Saint-Denis-de-l'Hôtel possède le label ville fleurie, trois fleurs lui ont été attribuées par le conseil national des  villes et villages fleuris de France dans le cadre du concours des villes et villages fleuris.